# Musée russe
Le Musée russe est un musée fondé en 1895 à Saint-Pétersbourg. Il est le plus important musée russe de beaux-arts.

## Historique

### Fondation du musée
Le musée est fondé le 13 avril 1895 (25 avril dans le calendrier grégorien) sous le règne de Nicolas II en hommage à son père Alexandre III sous le nom de « Musée russe de S.M.I. Alexandre III ».
Le décret de fondation par l'empereur Nicolas II est publié le même jour avec le titre « Sur la création d'une institution spéciale appelée « Musée russe de l'empereur Alexandre III » et sur l'affectation à cet effet du palais Mikhaïlovski acquis par le trésor avec toutes ses dépendances, services et jardin". 

Le règlement du musée a été approuvé par décret de Nicolas II le 14 février 1897 (26 février dans le calendrier grégorien). Le règlement présentait les conditions suivantes, soulignant le statut particulier du musée:

- « Les œuvres des artistes vivants sont soumises à un placement pendant 5 ans au Musée de l'Académie impériale des arts et ce n'est qu'après cette période qu'elles peuvent être définitivement transférées au Musée russe de l'empereur Alexandre III, avec le consentement et à la discrétion du gestionnaire de celui-ci. »
- « Les objets déposés au musée et constituant sa propriété ne peuvent en aucun cas être aliénés ou transférés à une autre institution. »
- « Le directeur du musée est nommé par décret personnel le plus élevé et doit nécessairement être membre de la Maison impériale. »

L'ouverture officielle du musée a eu lieu le 7 mars 1898 (19 mars dans le calendrier grégorien).

La première collection est constituée d'une partie des œuvres d'art rassemblées par Alexandre au palais Anitchkov à laquelle sont ajoutées des œuvres en provenance du musée de l'Ermitage et de l'Académie impériale des beaux-arts. 

Elle reçoit aussi des œuvres jusqu'en 1898 de l'Académie des Arts (122 tableaux), de l'Ermitage (80 tableaux), du Palais d'Hiver, des palais suburbains de Gatchina et d'Alexandre (95 tableaux), ainsi que celles acquises auprès de collections privées.
 En particulier, une grande collection de portraits (plusieurs dizaines de tableaux)provient des héritiers du prince A. B. Lobanov-Rostovsky, une collection de dessins et d'aquarelles de la princesse M. K. Tenisheva et d'autres.

À l'ouverture du Musée russe, sa collection comprenait 445 peintures, 111 sculptures, 981 feuilles graphiques (dessins, gravures et aquarelles), ainsi qu'environ 5 000 monuments anciens (icônes et objets d'art décoratif et appliqué russes anciens).

L'élargissement ultérieur de la collection, selon le décret de l'empereur Nicolas II, devait se faire par des achats utilisant des « fonds alloués à cet effet » et d'éventuels dons. Au cours des dix premières années d’existence du musée, sa collection a presque doublé.

### Développement du musée après la révolution de 1917
Après la Révolution russe de 1917, beaucoup de collections privées des familles de la noblesse et de la bourgeoisie russes furent confisquées et confiées au Musée russe, dont le célèbre Carré noir sur fond blanc de Kazimir Malevitch.

Au cours de la première décennie après la Révolution d'Octobre de 1917, la collection s'est rapidement développée grâce aux activités du Fonds des musées d'État (1921-1928), qui a distribué les œuvres d'art nationalisées entre les musées.

En 1922, une nouvelle exposition complexe a été inaugurée, pour la première fois construite de manière cohérente sur des principes scientifiques et historiques. Il présente pour la première fois des œuvres d'art moderne.

En 1924, environ 400 tableaux furent transférés du Musée de l'Académie des Arts.En 1925, la collection du musée comprenait déjà 3 648 peintures.

En 1926, une collection d'œuvres du musée a été transférée à l'Institut d'État de la culture artistique (GINKhUK).

Au début des années 1930, l'espace d'exposition est agrandi par le transfert de l'aile Benois et de l'aile Rossi du Palais Mikhaïlovski, libérées des locataires extérieurs.

En 1934, le département ethnographique du Musée russe a été séparé en une institution indépendante : le Musée d'État d'ethnographie des peuples de l'URSS.

### Le musée pendant et après la guerre
En 1941, en raison du déclenchement de la Grande Guerre patriotique, la majeure partie de la collection (plus de sept mille cinq cents des pièces les plus précieuses) a été évacuée vers Molotov. Le reste de la collection a été retiré de l'exposition, emballé et caché dans le sous-sol du bâtiment. Pendant la guerre de 1941-1945, aucune pièce du musée n’a été endommagée.

9 mai 1946 – ouverture d'une nouvelle exposition d'après-guerre dans les salles du premier étage du palais Mikhaïlovski. À l'automne 1946, une exposition a été inaugurée au deuxième étage du palais Mikhaïlovski.

8 novembre 1946 – ouverture de l’exposition d’art soviétique dans l’aile Benois.

Dans la seconde moitié des années 1940, l'aile Benois et le palais Mikhaïlovski furent reliés par un passage, ce qui permit de donner à l'exposition cohérence et exhaustivité.

En 1954, après la création de la Commission d'achat d'experts du Musée russe, le réapprovisionnement des collections est devenu systématique et ciblé.

En 2004, le Jardin d'été avec une collection de sculptures en marbre (92 pièces) et des bâtiments - le Palais d'été de Pierre Ier, le Café, le Salon de thé et la Cabane de Pierre Ier sur le quai Petrovskaya - ont été inclus dans le Musée russe.

Au 1er janvier 2023, la collection du musée comptait 444 705 pièces.

## Organisation actuelle du musée
Le musée occupe plusieurs palais reconvertis à cet usage. Le bâtiment principal, le palais Michel, est situé près de la place des Arts au cœur de Saint-Pétersbourg, non loin de la perspective Nevski. Cette ancienne résidence du grand-duc Michel, de style néoclassique, fut construite entre 1819 à 1825 sur des plans de l'architecte italien Carlo Rossi et fut la demeure de sa veuve, la grande-duchesse Hélène, de ses enfants et petits-enfants dont le duc Georges-Alexandre de Mecklembourg-Strelitz (1859-1909).
Les autres bâtiments dépendant du musée sont le palais d'Été de Pierre le Grand (1710-1714), le Palais de Marbre de Grigori Orlov (1768-1785), le château Saint-Michel de Paul Ier (1797-1801) et le palais Stroganov (1752-54) sur la perspective Nevski.
La date de fondation de la société internationale "Les amis du musée russe" est le 19 mars 1997. À l'heure actuelle, la Société compte 400 personnes, 85 entreprises et organisations. La Société "Amis du Musée russe" réunit ceux qui fournissent au musée une assistance financière, technique et organisationnelle. Le conseil d'administration est dirigé par V.P. Yevtouchenkov.
La collection du Musée russe peut être consultée en haute résolution sur le portail « Musée russe virtuel », en russe ou en anglais.

## Collections du Musée russe
Le Musée russe a pour ambition de présenter l'art russe depuis les origines de la Russie jusqu'à nos jours. Les collections du musée reflètent donc cette évolution chronologique et présentent des œuvres emblématiques de l'histoire de l'art russe.

La collection comprend plus de quatre cent mille œuvres d'art, peintures, sculptures et autres objets de décoration. 

Les plus remarquables sont une collection de six mille icônes russes remontant pour certaines au Xe siècle, dix mille œuvres de peintres russes du XVIIIe au XXe siècle.

### Icônes
La section d'art russe ancien présente largement des icônes des XIIe – XVe siècles (par exemple, l'Ange aux cheveux d'or, Notre-Dame de la Tendresse, Démétrius de Thessalonique, le Miracle de Saint-Georges et du Dragon, Boris et Gleb, etc.), des œuvres d'Andrei Rublev, Denys, Simon Ouchakov et d'autres maîtres. 

La collection d'icônes du Musée russe contient près de six mille pièces, dont les plus anciennes remontent au Xe , et jusqu'au XVIIIe siècle.

La collection est présente depuis la création du musée, une grande part a été achetée avant la Révolution russe. Dans les années suivant la Révolution, elle a été augmentée par des acquisitions faites grâce aux fonds du Musée, mais également par des prises directes dans les églises et monastères, durant la période de lutte contre la religion. Entre les années 1950 et 1970, les collections ont été alimentées par des recherches spécifiques faites par des spécialistes et des restaurateurs.

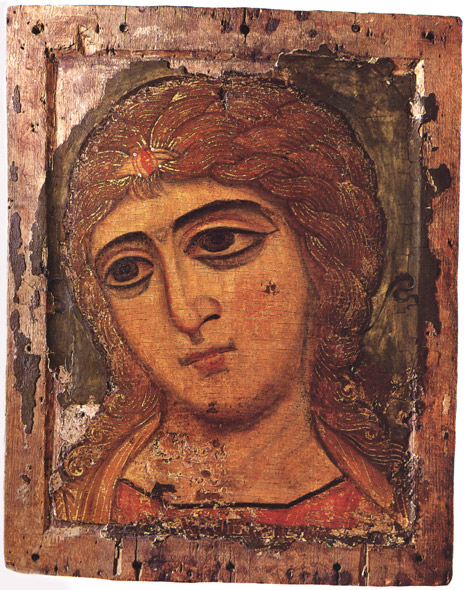
L'Ange aux cheveux d'or ou Archange Gabriel Novgorod (XIIe siècle)
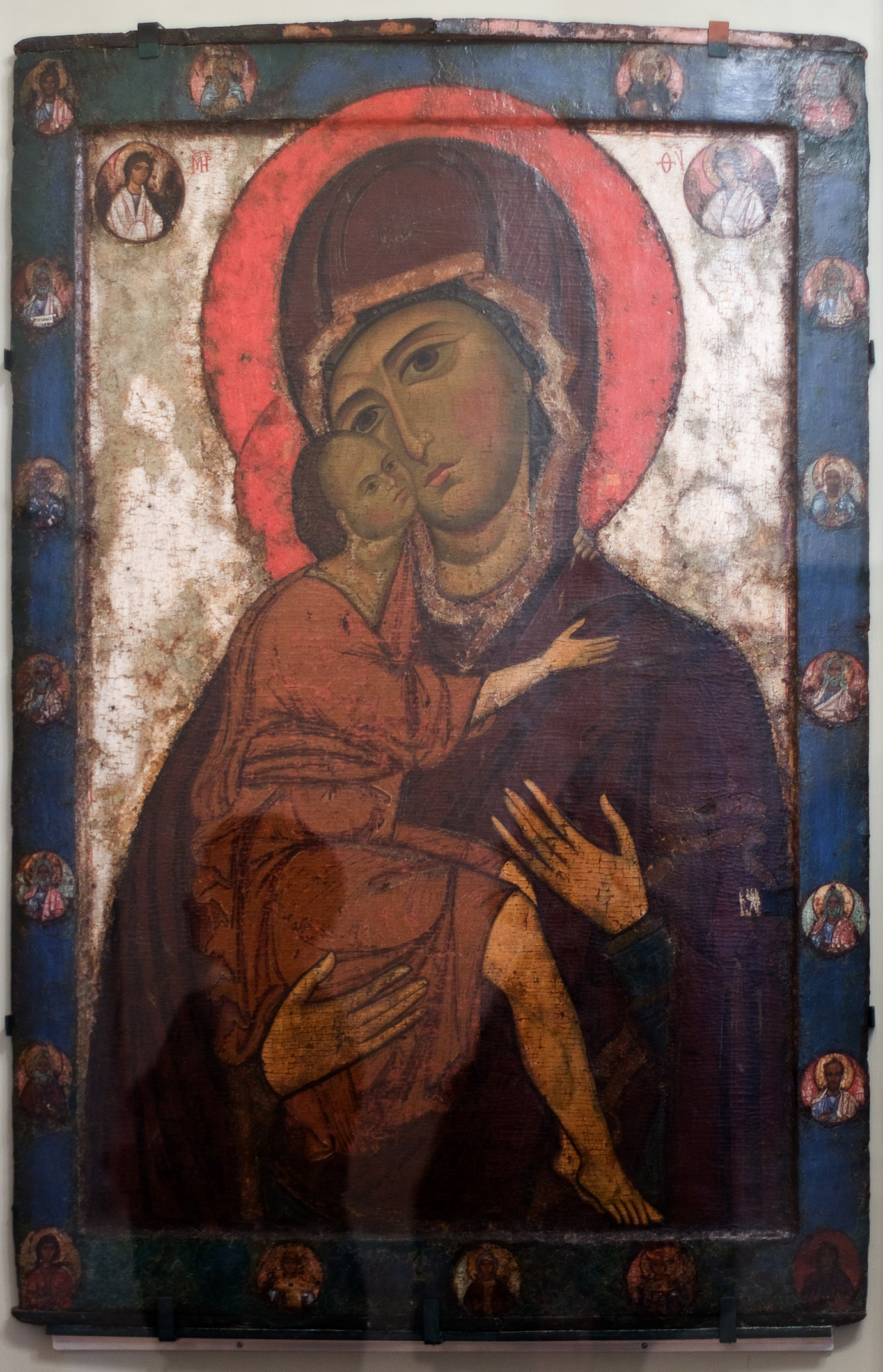
La mère de Dieu de Belozersk (première moitié du XIIIe siècle)
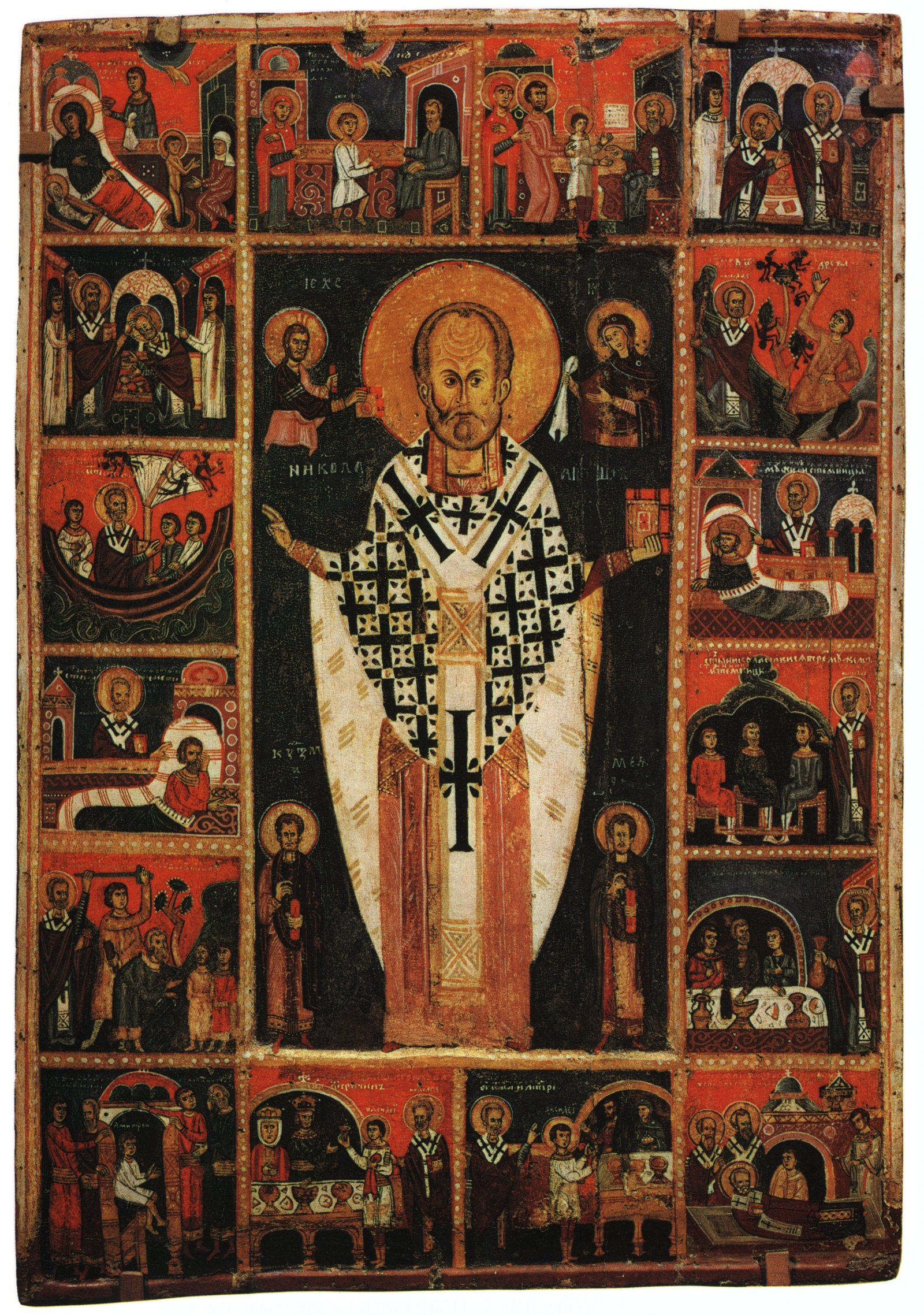
St Nicolas (début du XIVe siècle)
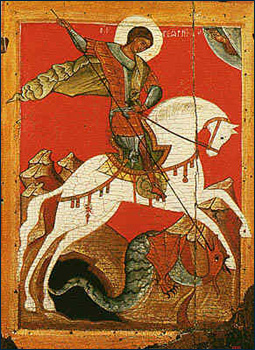
Le Miracle de saint Georges École de Novgorod (début XVe siècle)
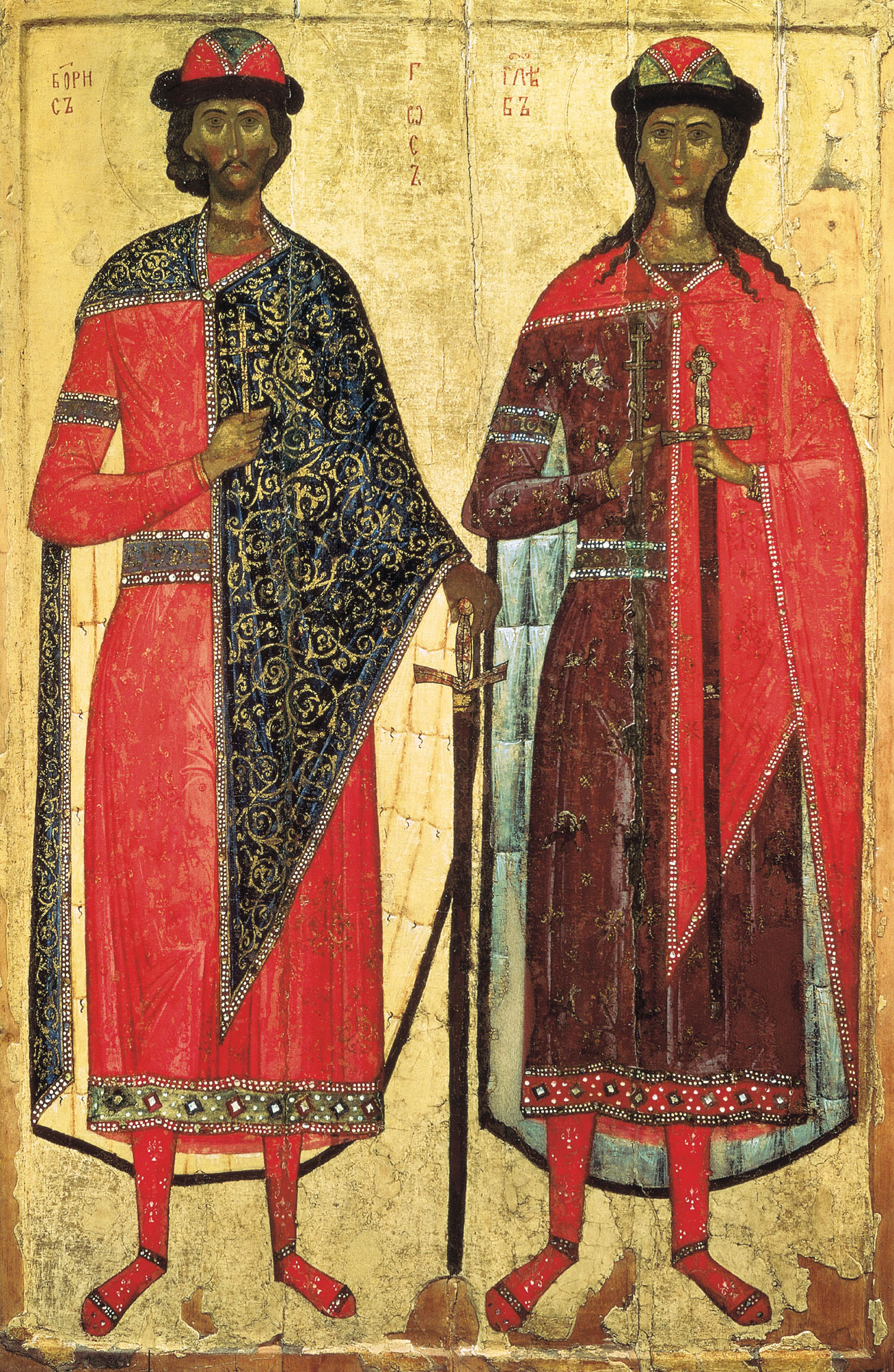
Saints Boris et Gleb Moscou (milieu du XIVe siècle)

### Peinture
La collection de peinture compte près de dix mille œuvres du XVIIIe au XXe siècle. Au départ, les tableaux provenaient de différents musées russes tels que l'Ermitage, mais également des collections personnelles d'Alexandre III.
La peinture de la deuxième moitié du XIXe siècle aux années 1920 constitue l'âge d'or des maîtres russes et est amplement représentée dans le musée.
Héritant de la collection du prince Vladimir Argutinsky-Dolgoroukov en 1918, le musée a également acquis un grand nombre de toiles directement auprès des peintres, ou en provenance d'autres musées tels que la Galerie Tretiakov.
Au tout début du XXe siècle, le musée acquiert des œuvres directement dans les ateliers d'artistes russes. En 1926, le musée a hérité des collections avant-gardistes du Musée d'art et de culture qui fermait. 

Les entrées sont désormais le fait d'acquisitions, de dons d'artistes et de leurs familles ou de dons de collectionneurs.

#### Peinture duXVIIIesiècle
La collection est constituée d'œuvres d'art du XVIIIe siècle, et comprend beaucoup de portraits de personnalités de l'époque, familles princières, militaires, politiques, etc. 

Les peintres sont des peintres russes, comme  Ivan Nikitin, Andrei Matveyev, Ivan Vichniakov, Anton Losenko, Alexeï Antropov, Semyon Shchedrin, Piotr Ivanovitch Sokolov, Fyodor Rokotov, Dmitry Levitsky, Vladimir Borovikovsky, Grigori Ougrioumov, mais également des peintres étrangers ayant travaillé à l'époque en Russie.

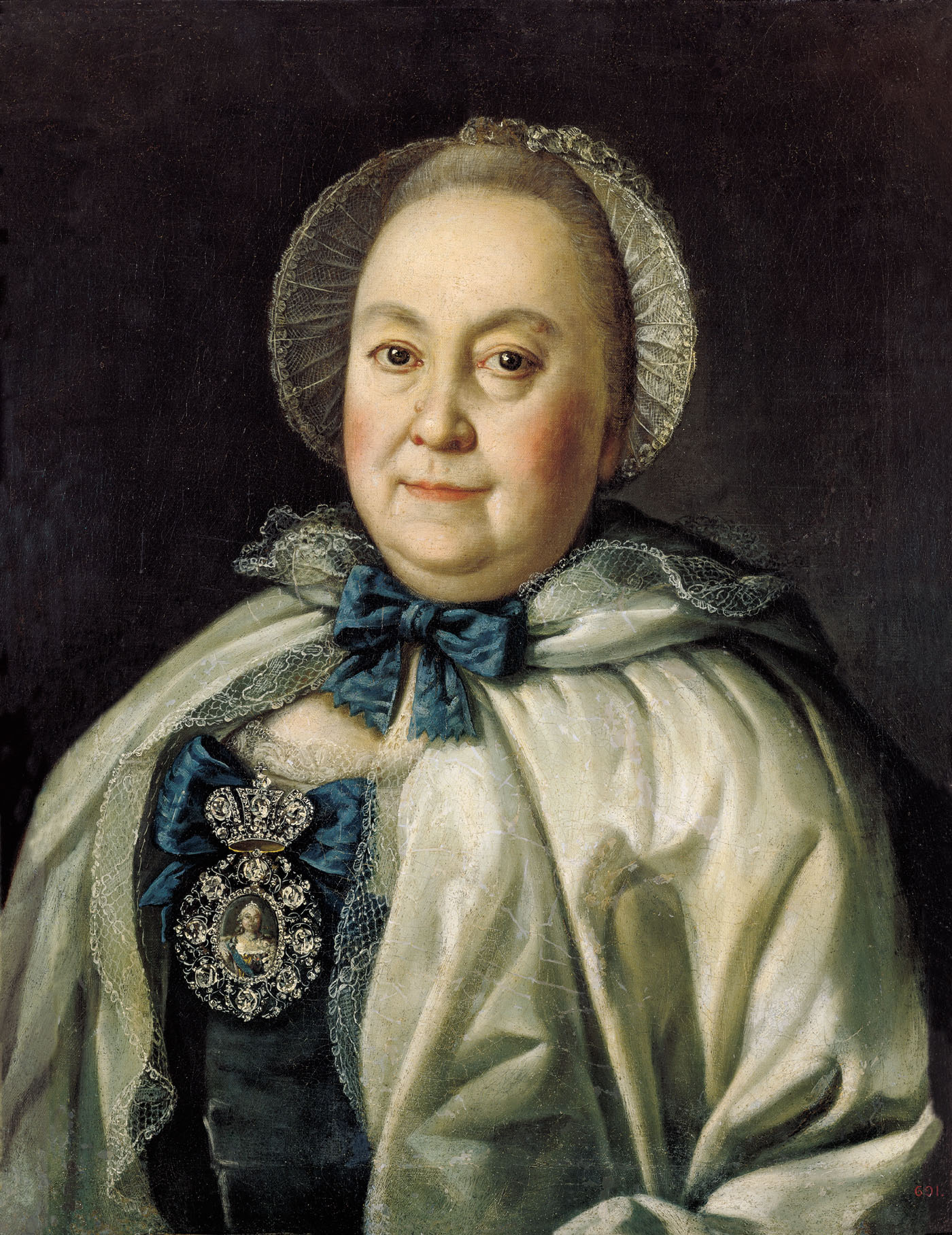
Portrait de Maria Andreïevna Roumiantseva (1699–1788) par Alexeï Antropov.
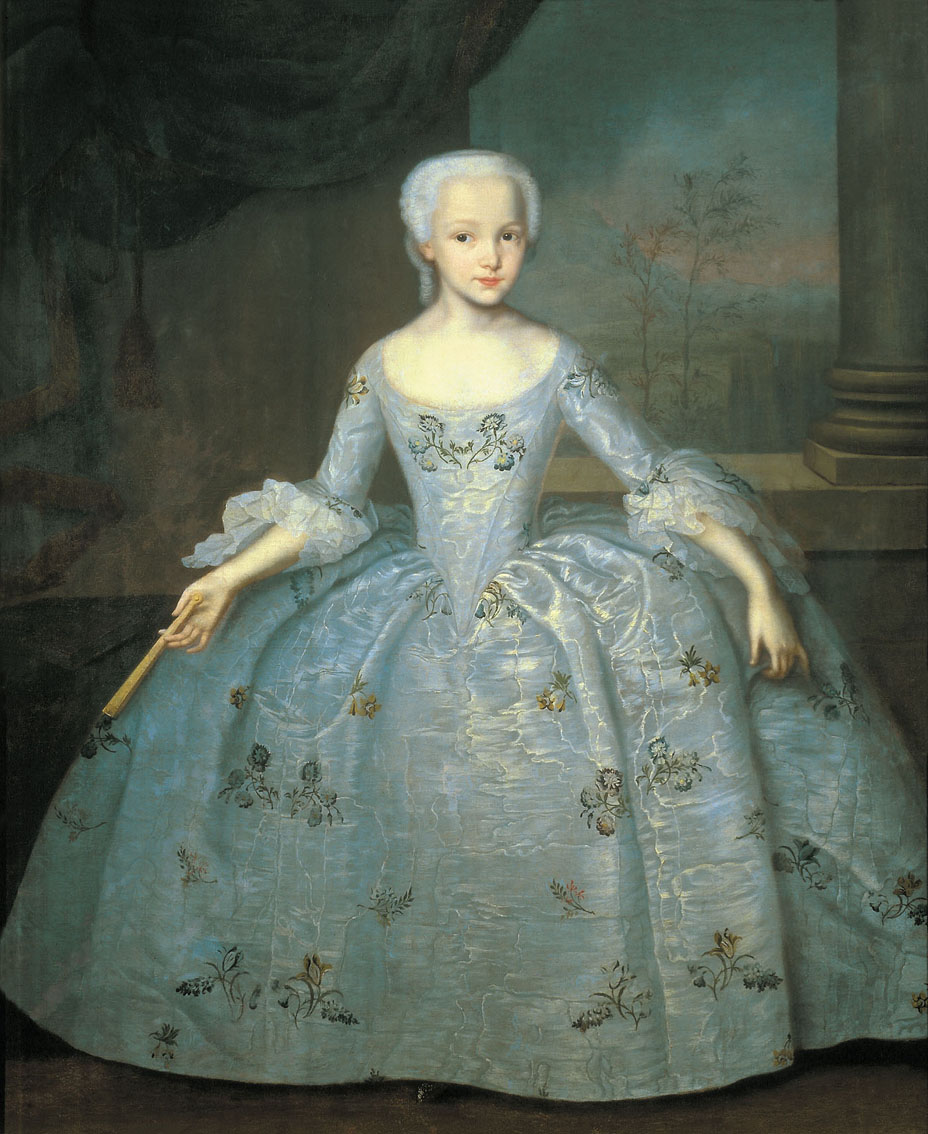
Portrait de Sarah Eleonor Fermor (vers 1750) par Ivan Vichniakov.
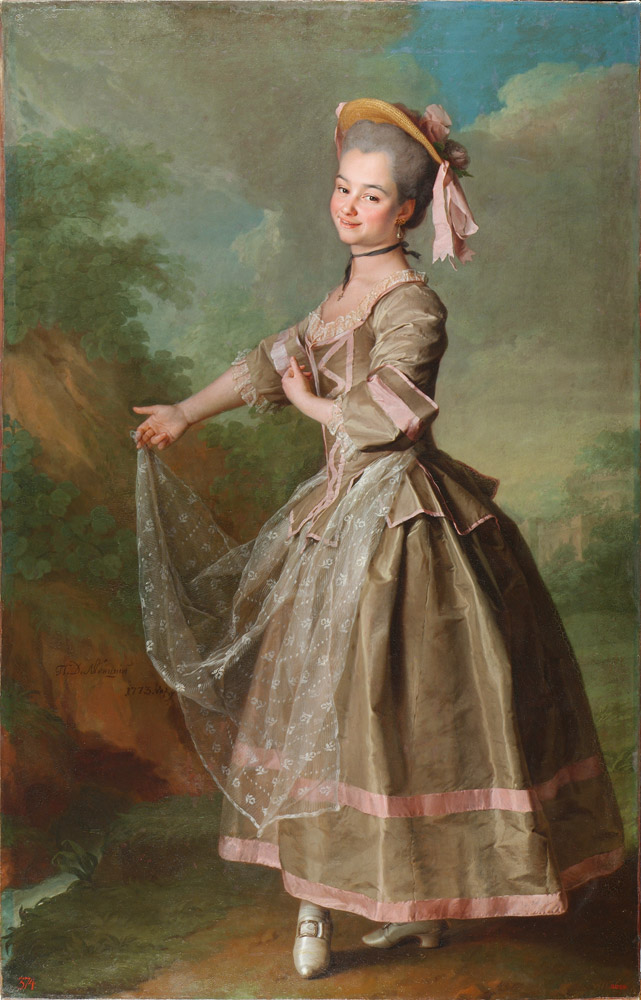
Portrait de E. I. Nelidova. (1773) par Dmitri Levitski.
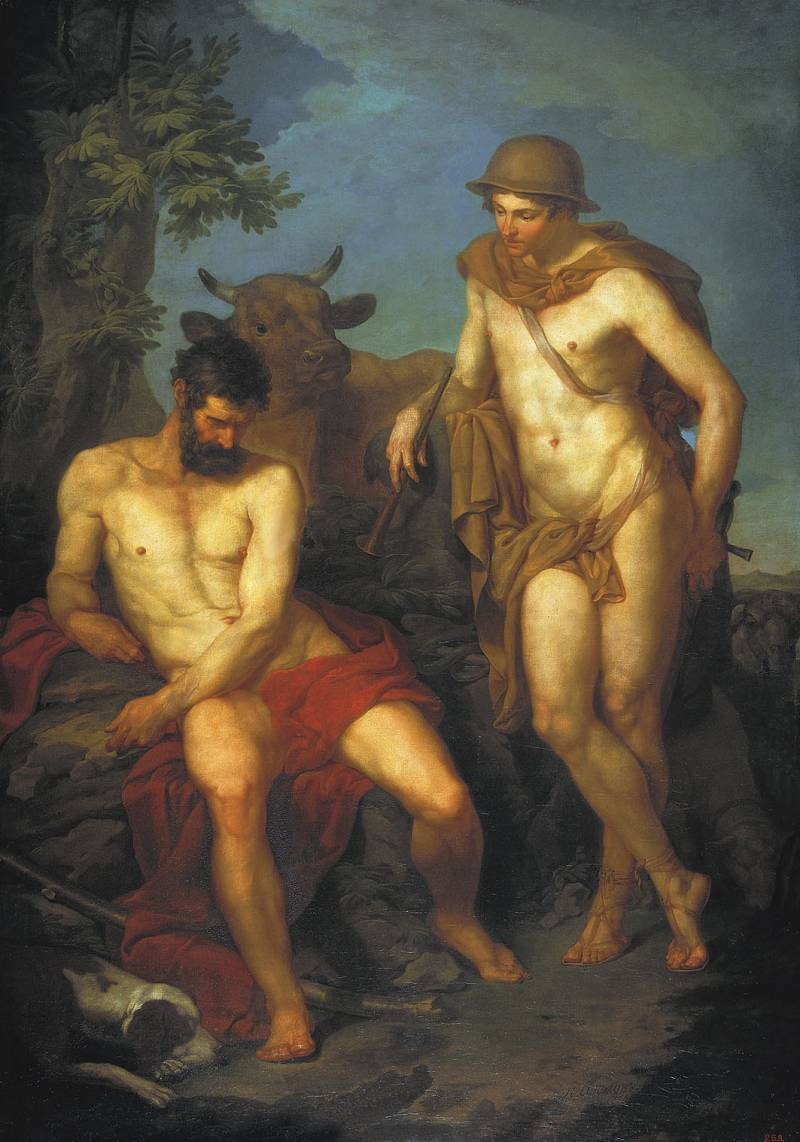
Mercure et Argus (1776) par Piotr Sokolov.
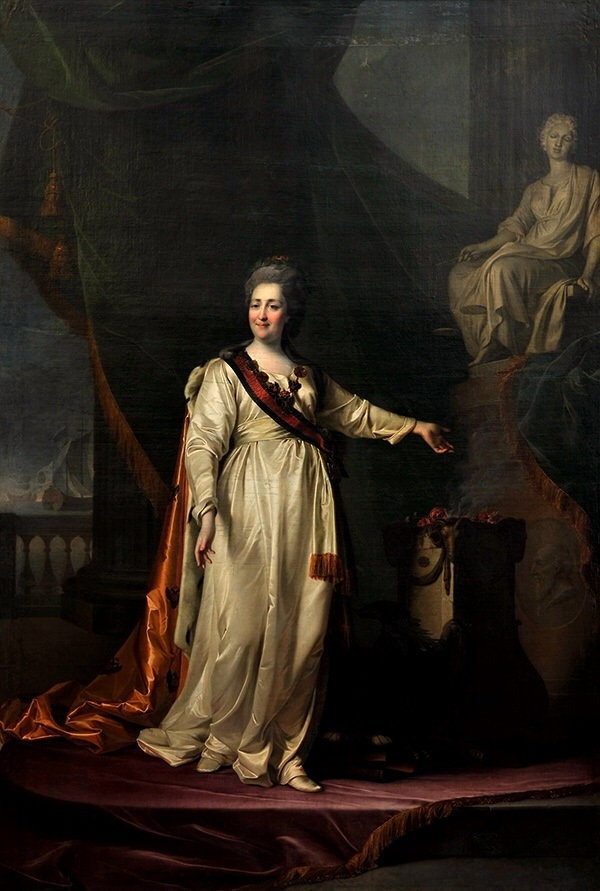
Portrait de Catherine II (1783) par Dmitri Levitski.
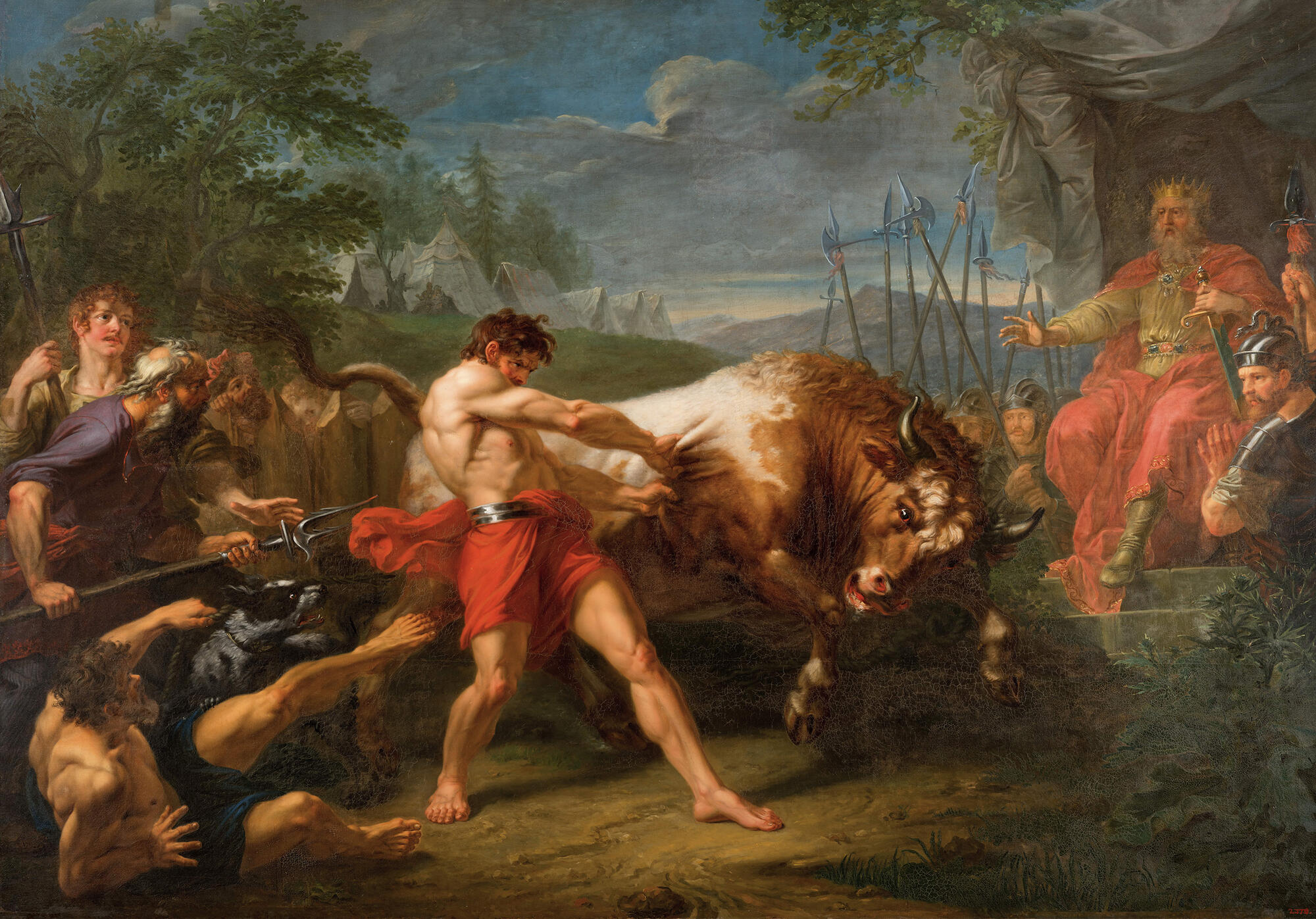
"L'épreuve de force de Jan Usmar" (1796—1797) par Grigori Ougrioumov

#### Peinture du début au milieu duXIXesiècle
La collection rassemble des œuvres de Orest Kiprensky, Alexey Venetsianov, Karl Bryullov ("Le Dernier Jour de Pompéi", "Le Christ au Tombeau"), Pavel Fedotov, Alexander Ivanov, Fyodor Bruni, et d'autres.

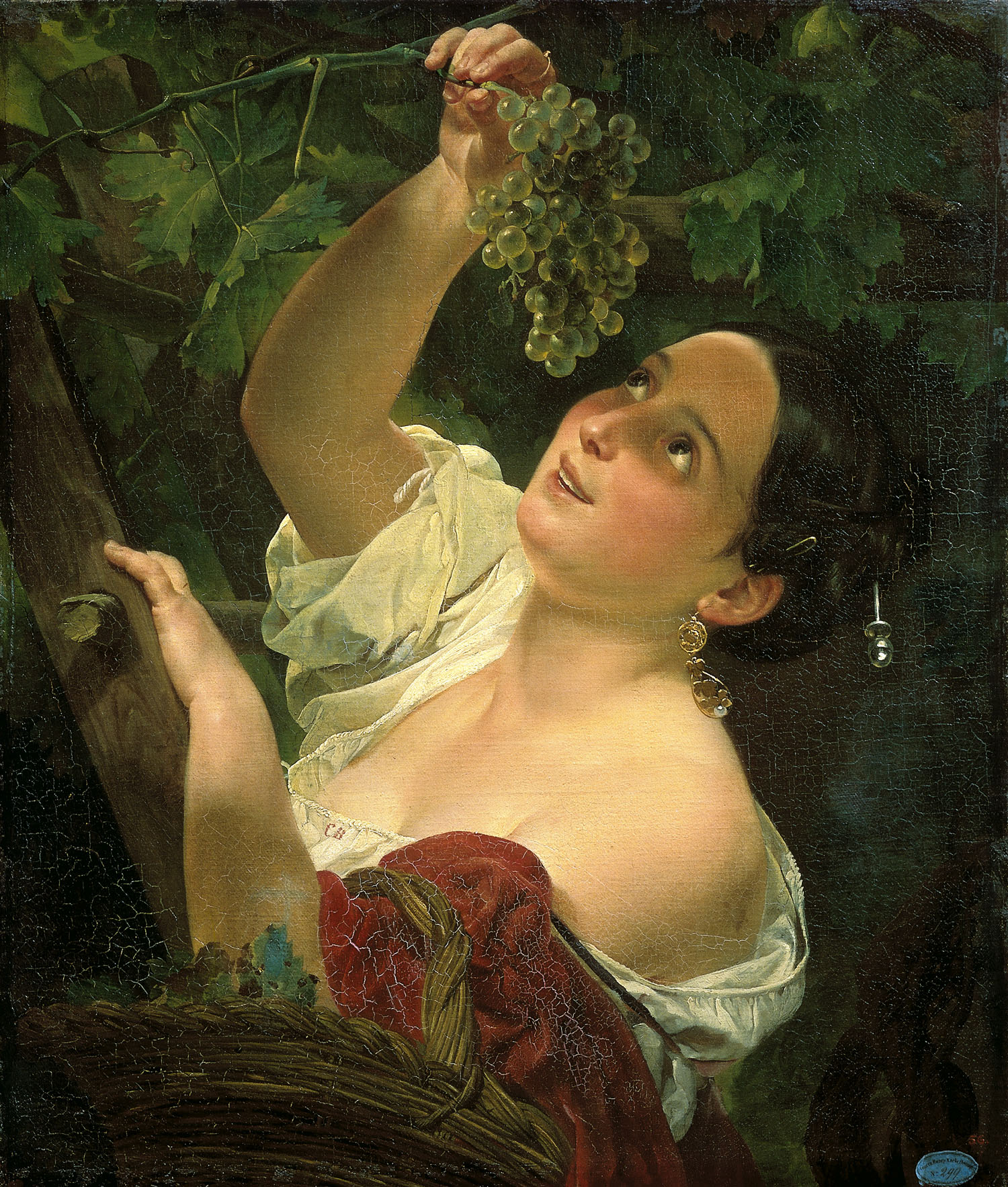
"Après-midi italien" (1827) par Karl Bryullov.
"Le dernier jour de Pompeï"(1830-1833) par Karl Bryullov.
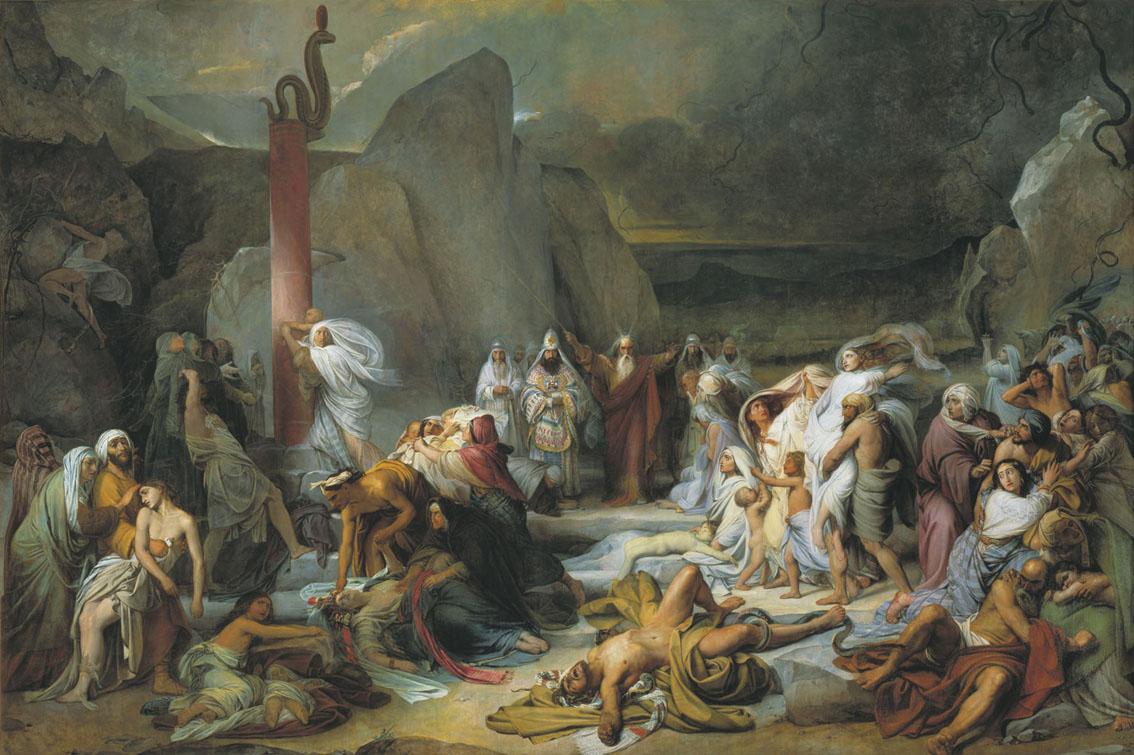
"Le Serpent de Cuivre".(1841) par F.A. Bruni.
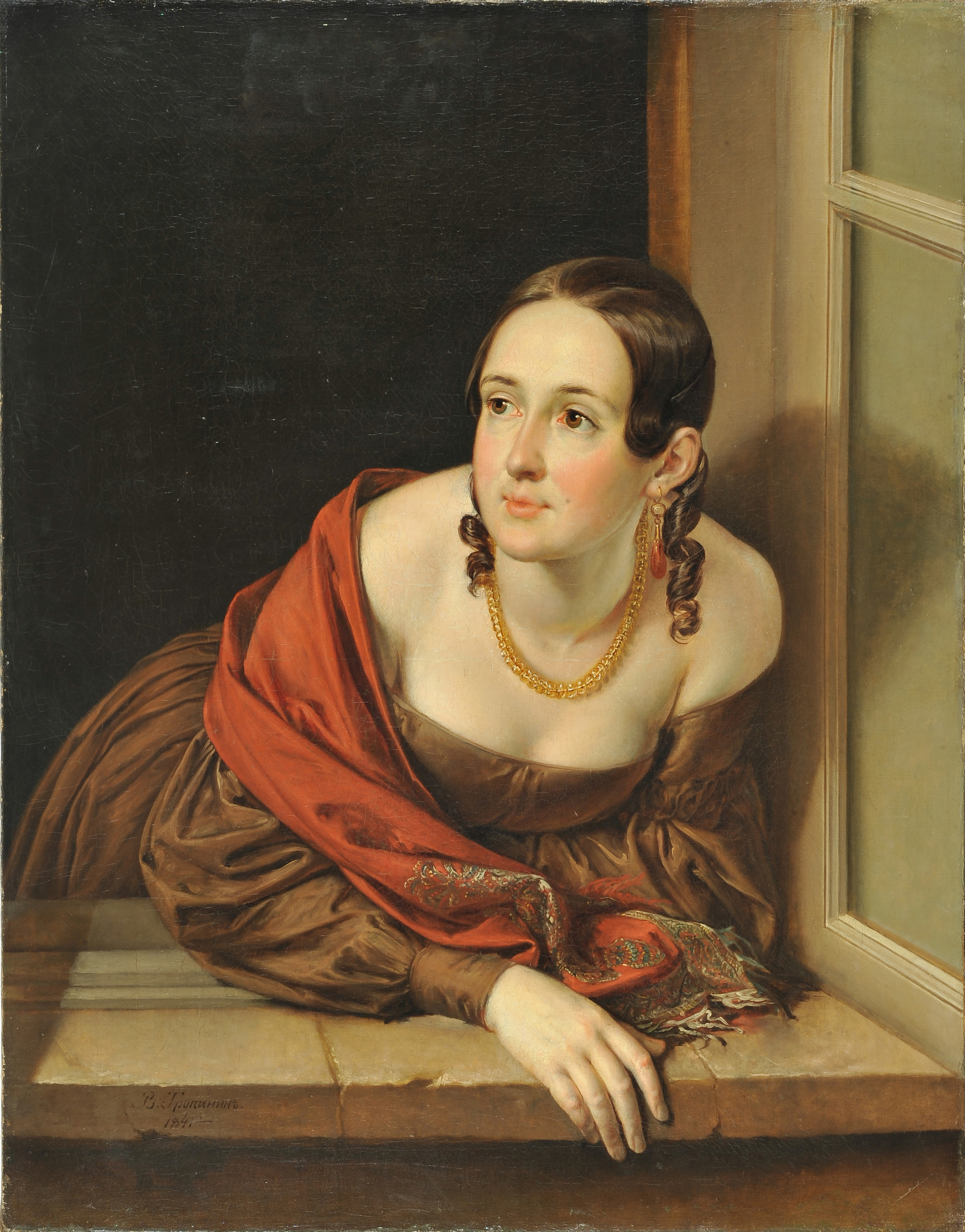
"Femme à la fenêtre (La femme du trésorier)" (1841) par V.A.Tropinine.
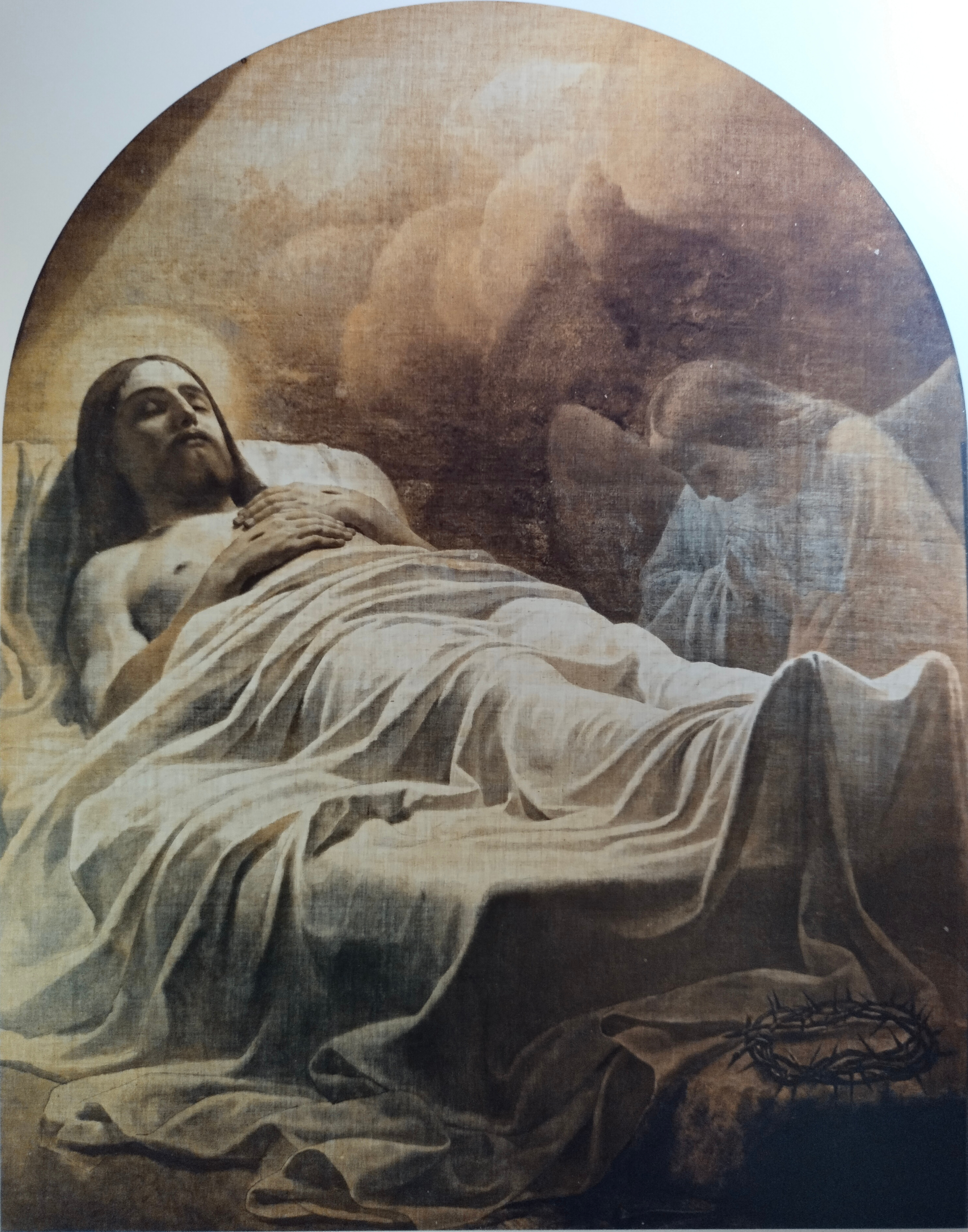
"Le Christ au Tombeau"» (1845-1846) par Karl Bryullov.

#### Peinture du milieu duXIXesiècleà la fin duXIXesiècle
Les principaux peintres représentés de la seconde moitié du XIXe siècle sont  Ivan Aivazovsky (La Neuvième Vague, etc.), Vassili Polenov, Vassili Sourikov, Mikhaïl Vroubel, Isaac Levitan, Mikhaïl Nesterov, 

ainsi que les "Vagabonds" : Alexey Bogolyubov, Nikolai Ge, Ivan Shishkin, Mikhail Klodt, Vasily Perov, Grigori Myasoedov, Ivan Kramskoy, Konstantin Makovsky, Vasily Maksimov, Ilya Repin (Quelle liberté !, Les Cosaques zaporogues, Les bateliers de la Volga, etc.), Nikolaï Iaroshenko (Dans des régions chaudes), Vasily Surikov, Viktor Vasnetsov (Le chevalier à la croisée des chemins, etc.), Nikolai Abutkov et d'autres.

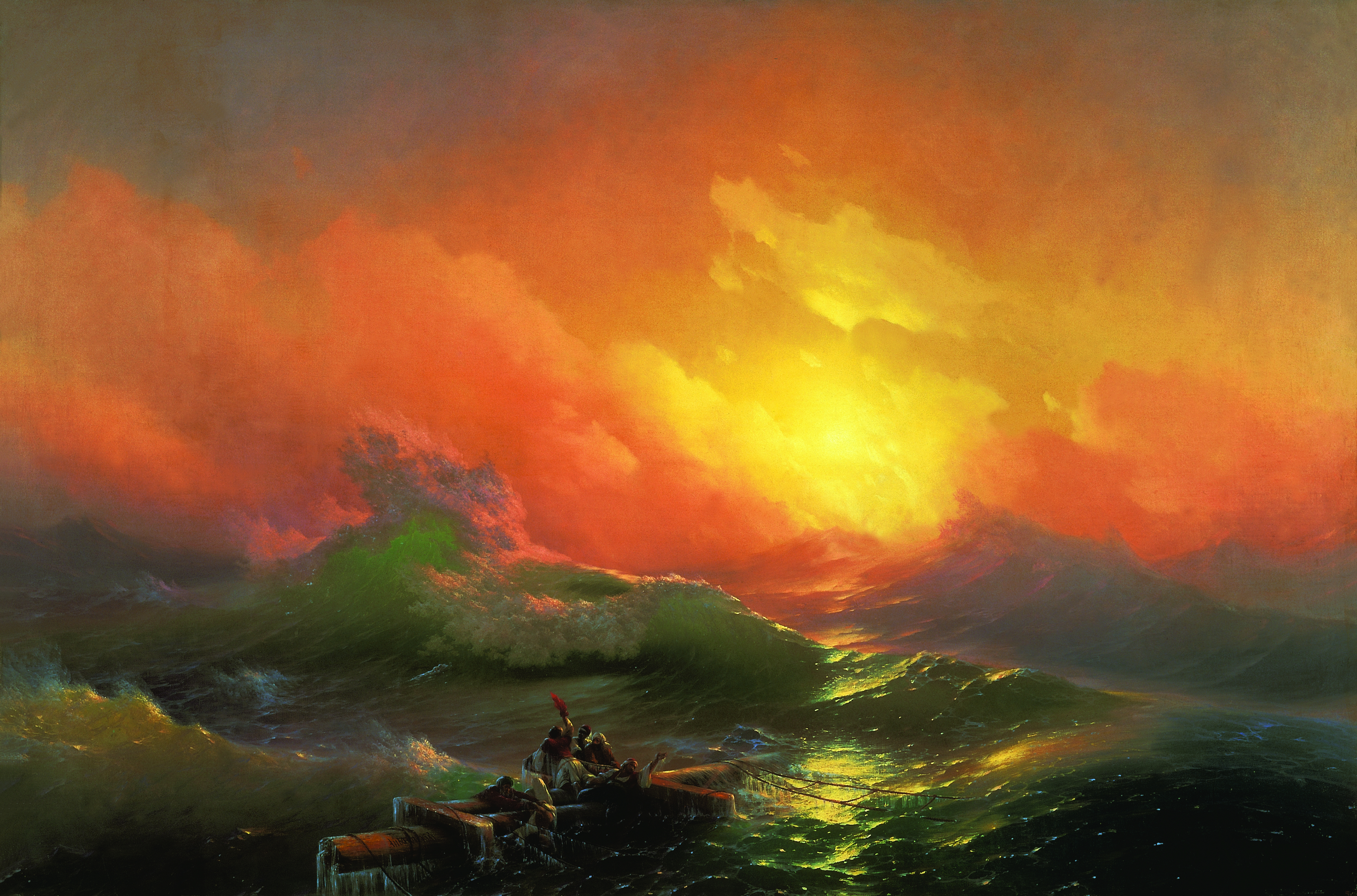
La Neuvième Vague (1850) par Ivan Aïvazovski
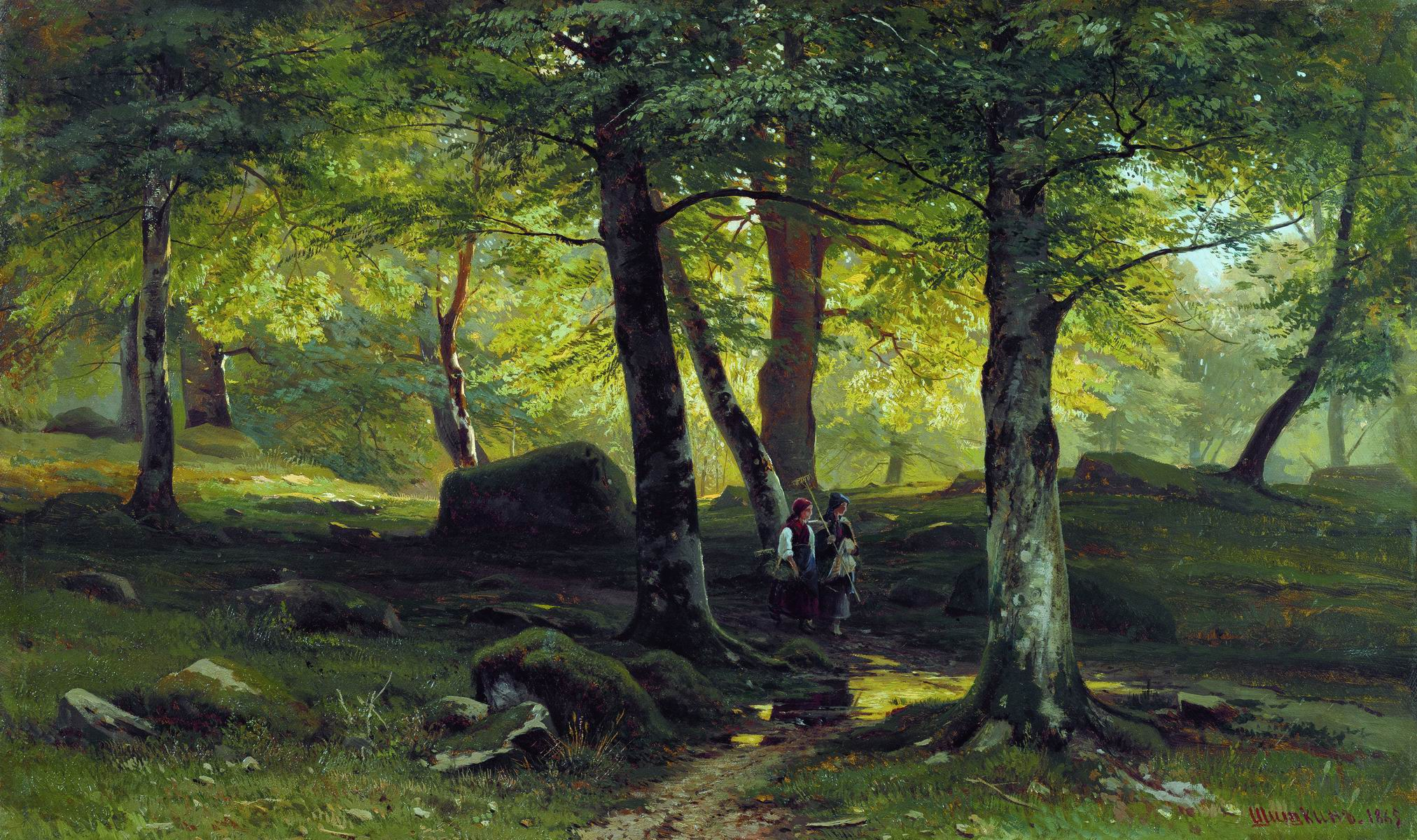
"Dans le bosquet" (1865) par Ivan Shishkin
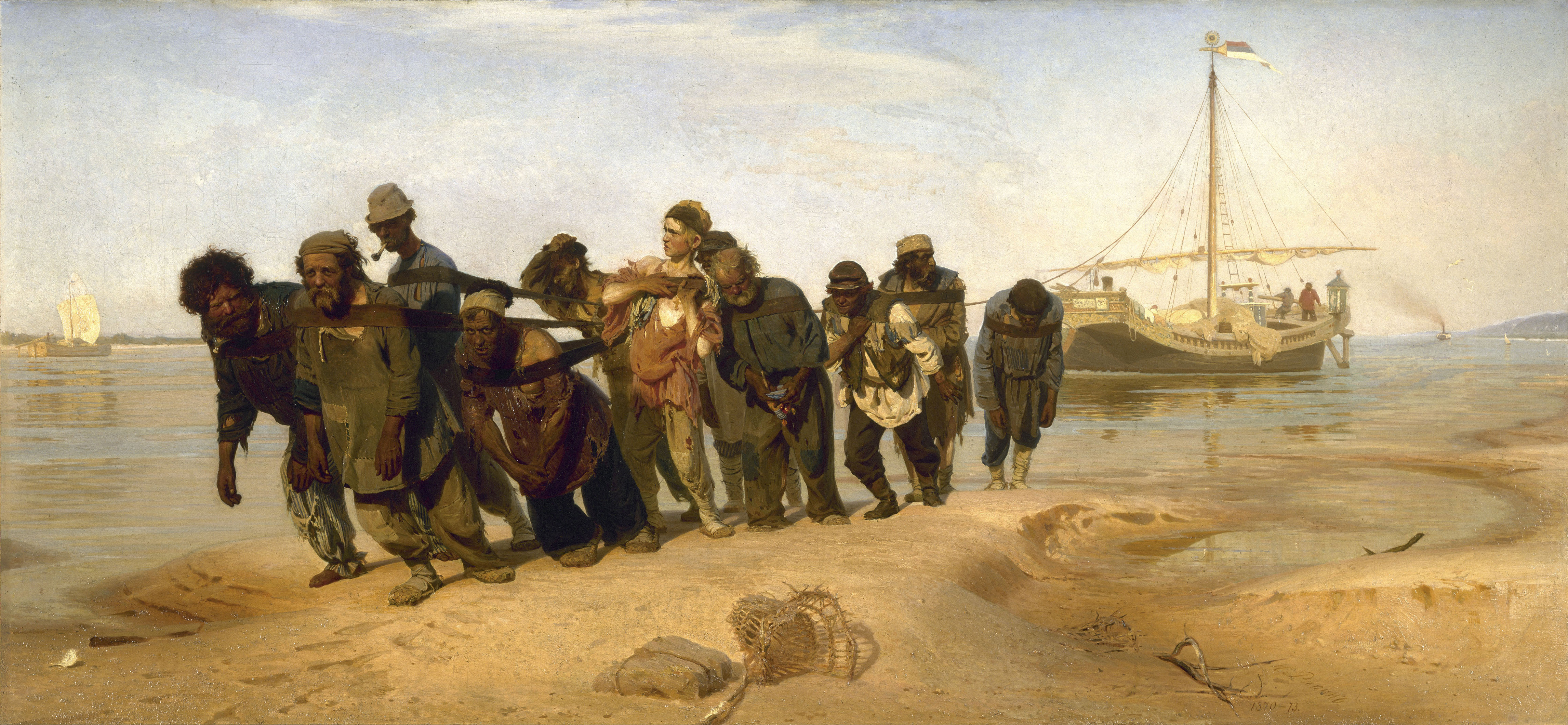
Les Bateliers de la Volga (1870-1873) par Ilia Répine
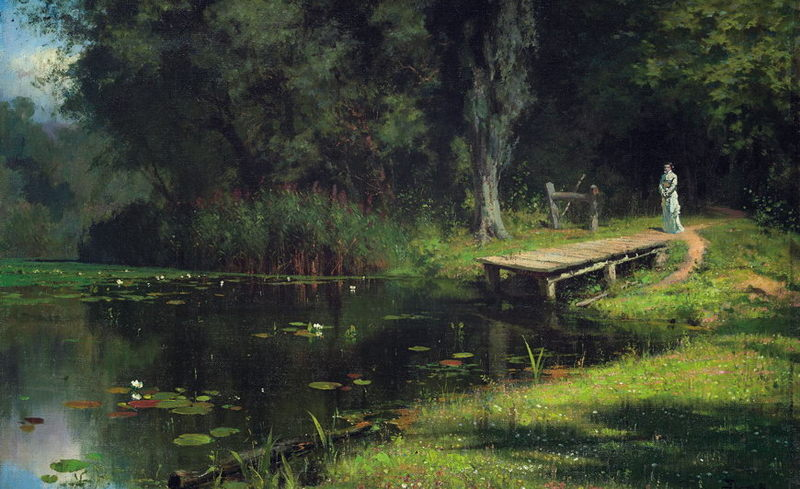
Étang envahi par la végétation (1880) par Polenov
Portrait d'Ivan Shishkin (1880) par Kramskoï
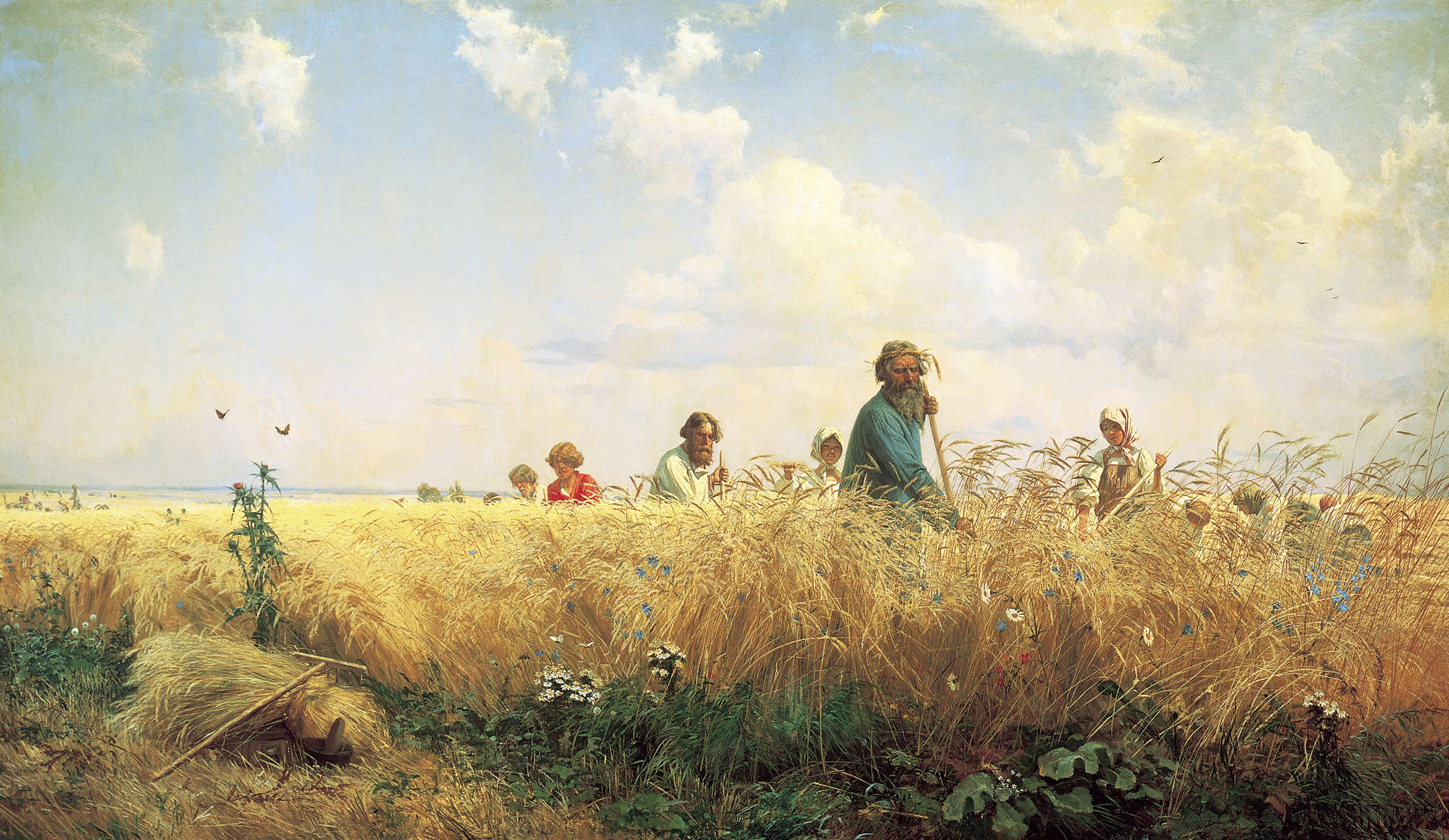
"Le Temps des moissons. Les Faucheurs" (1887), par Grigori Miassoïedov
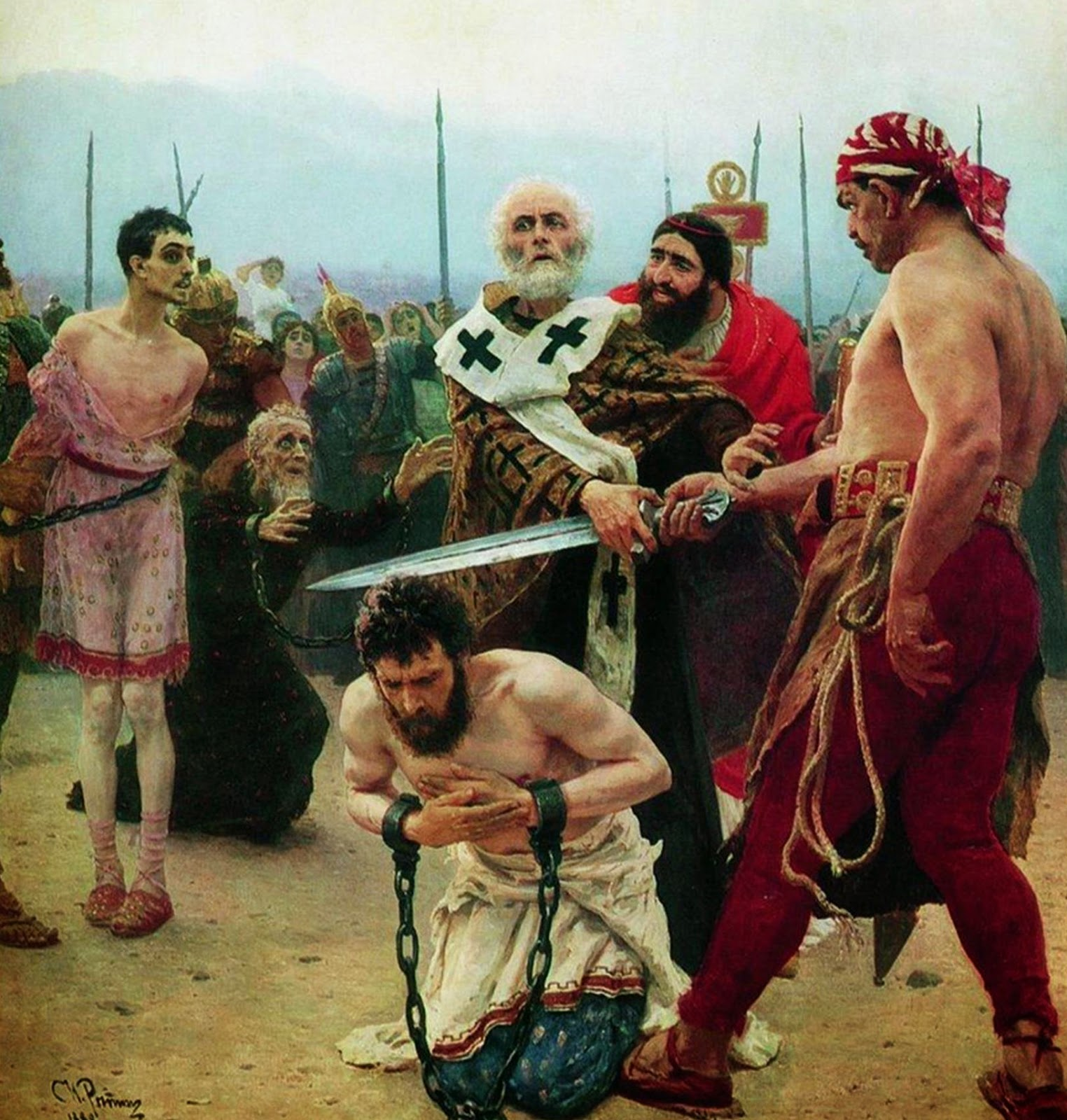
"Saint Nicolas arrêtant le bourreau" (1888), par Ilia Repine
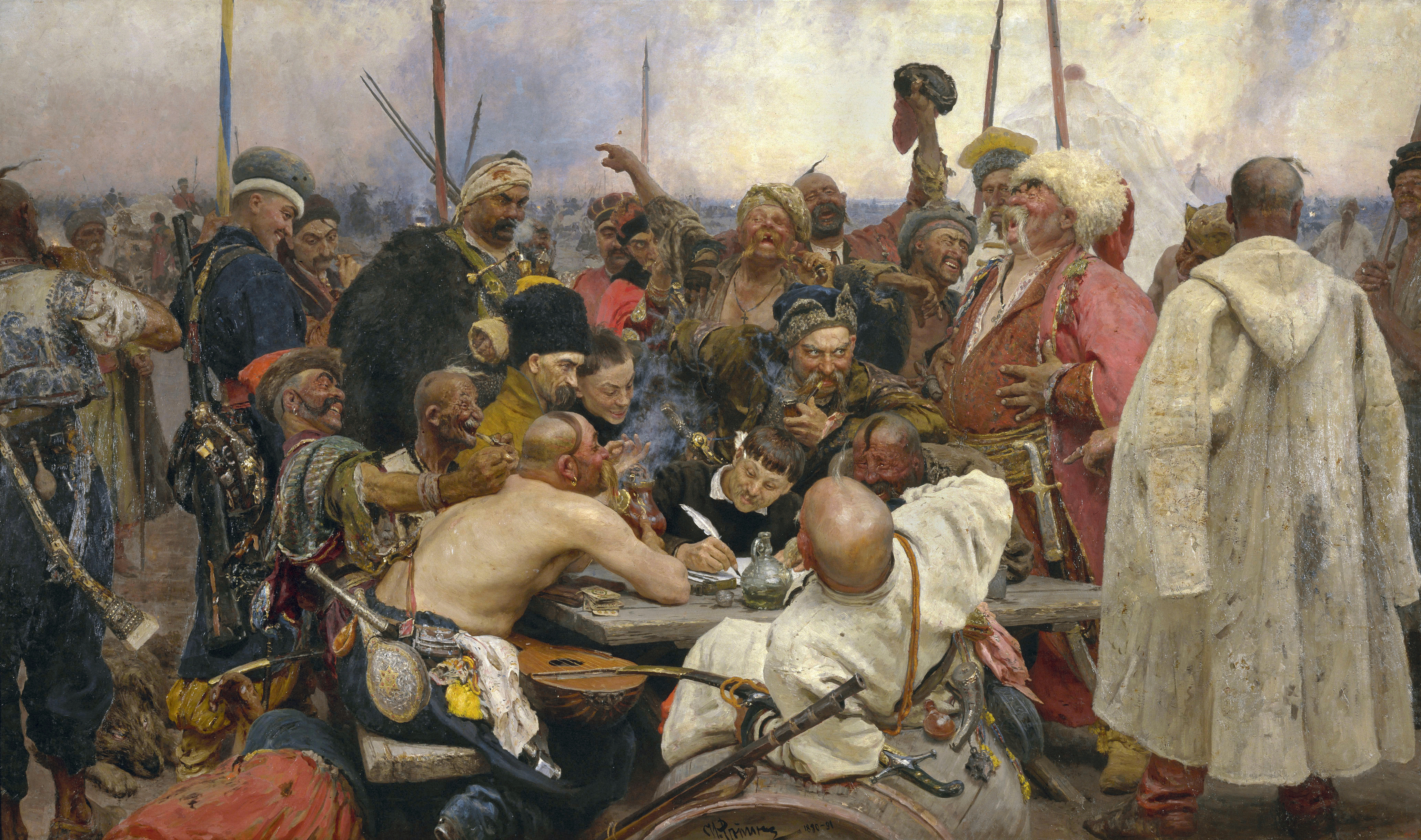
Les Cosaques zaporogues écrivant une lettre au sultan de Turquie (1880-1891) par Ilia Répine
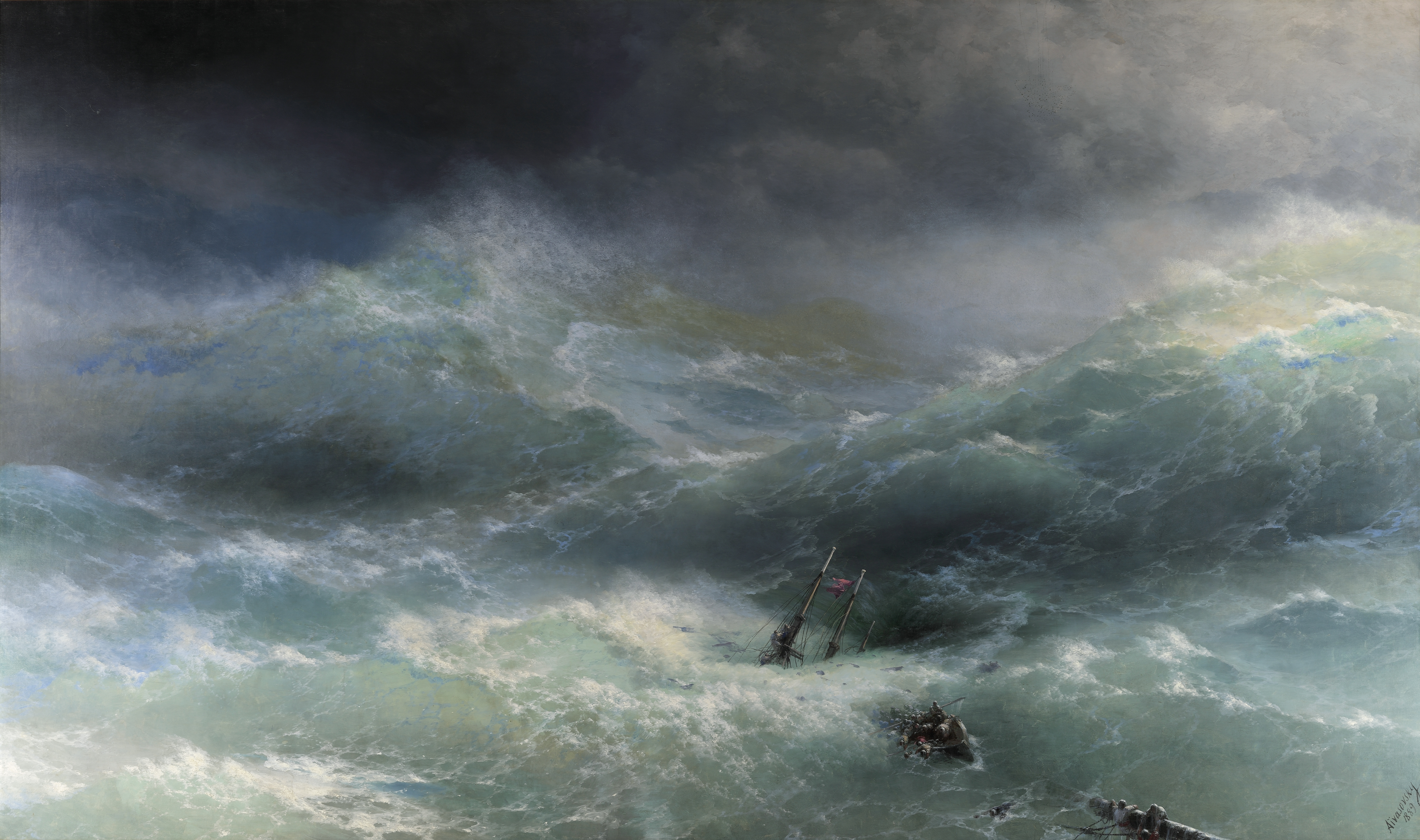
La vague (1889) par Ivan Aïvazovski.
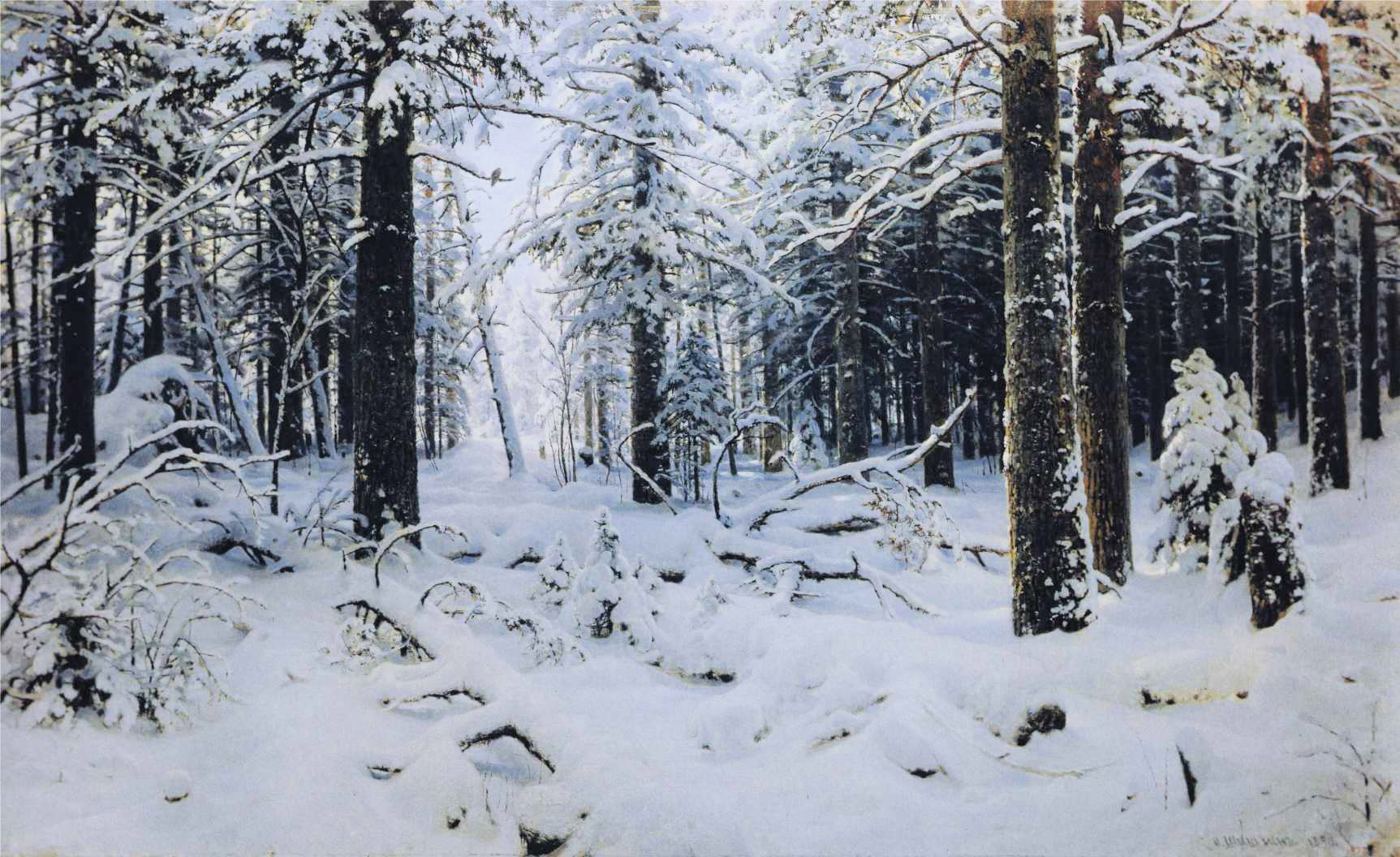
Hiver (1890) par Ivan Shishkin
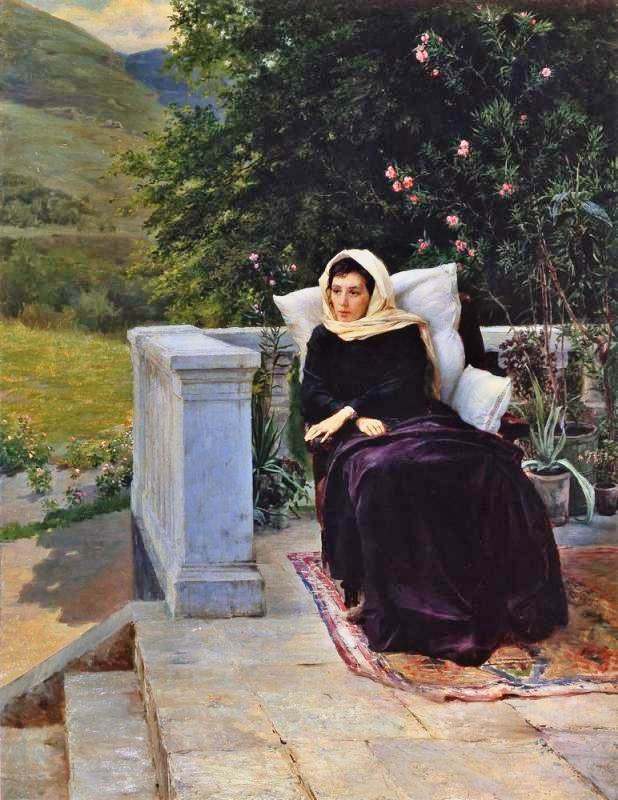
"Dans des régions chaudes" (1890), par Nikolaî Iaroschenko
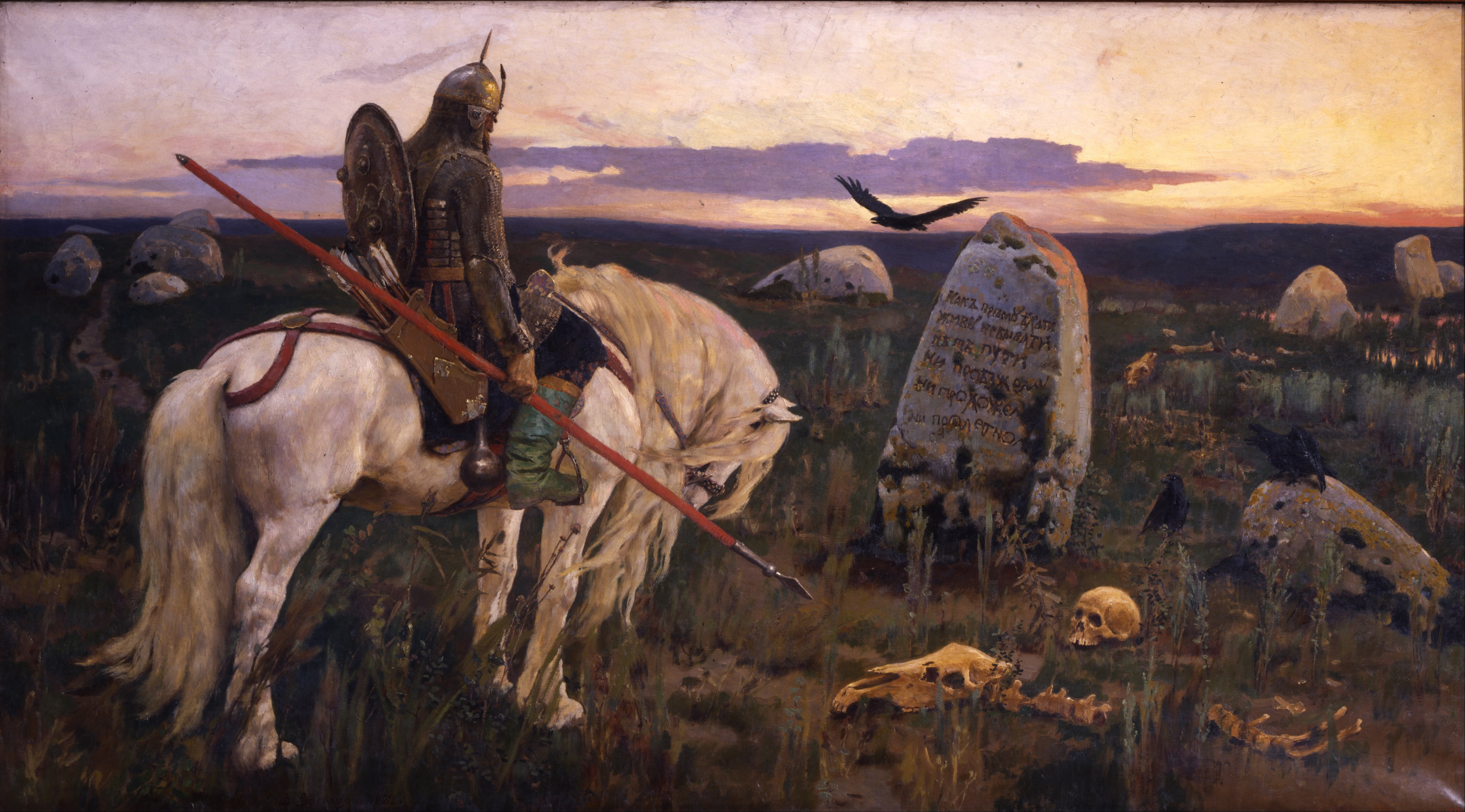
"Le chevalier à la croisée des chemins" (1846-1926) par Viktor Vasnetsov
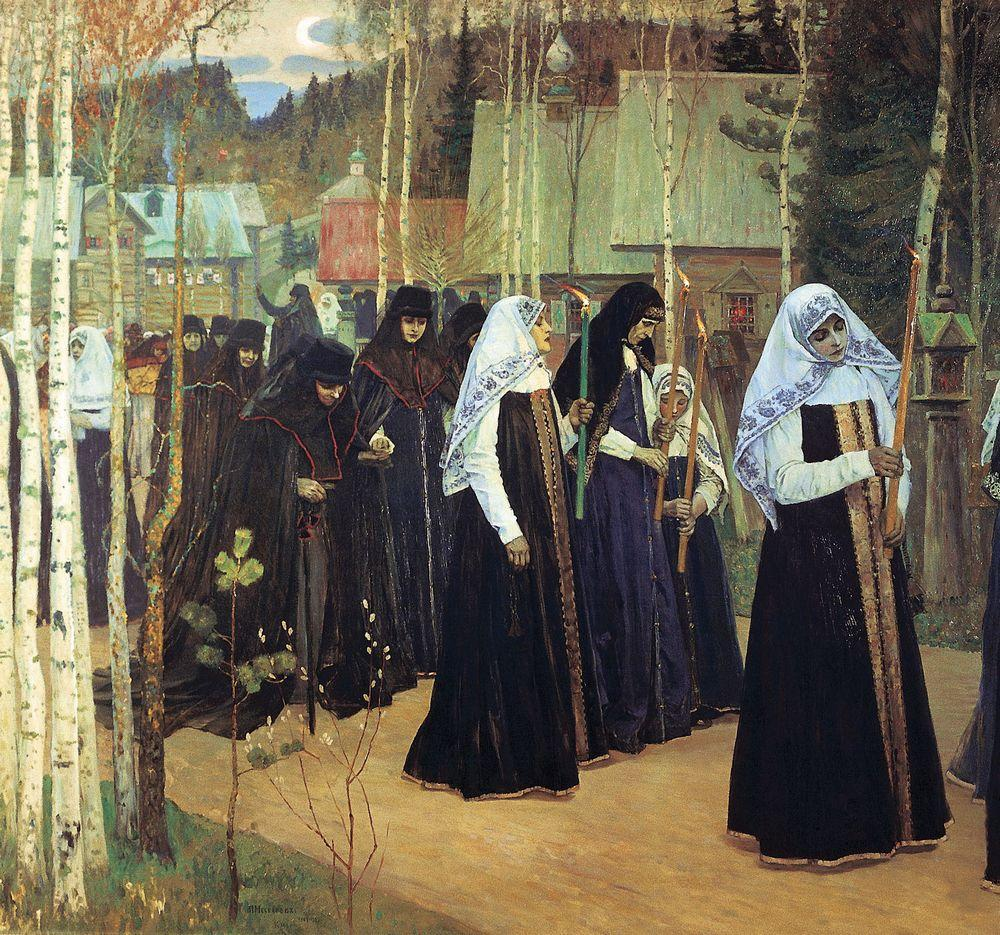
La Grande Prise de voile (1897 - 1898) par Mikhaïl Nesterov
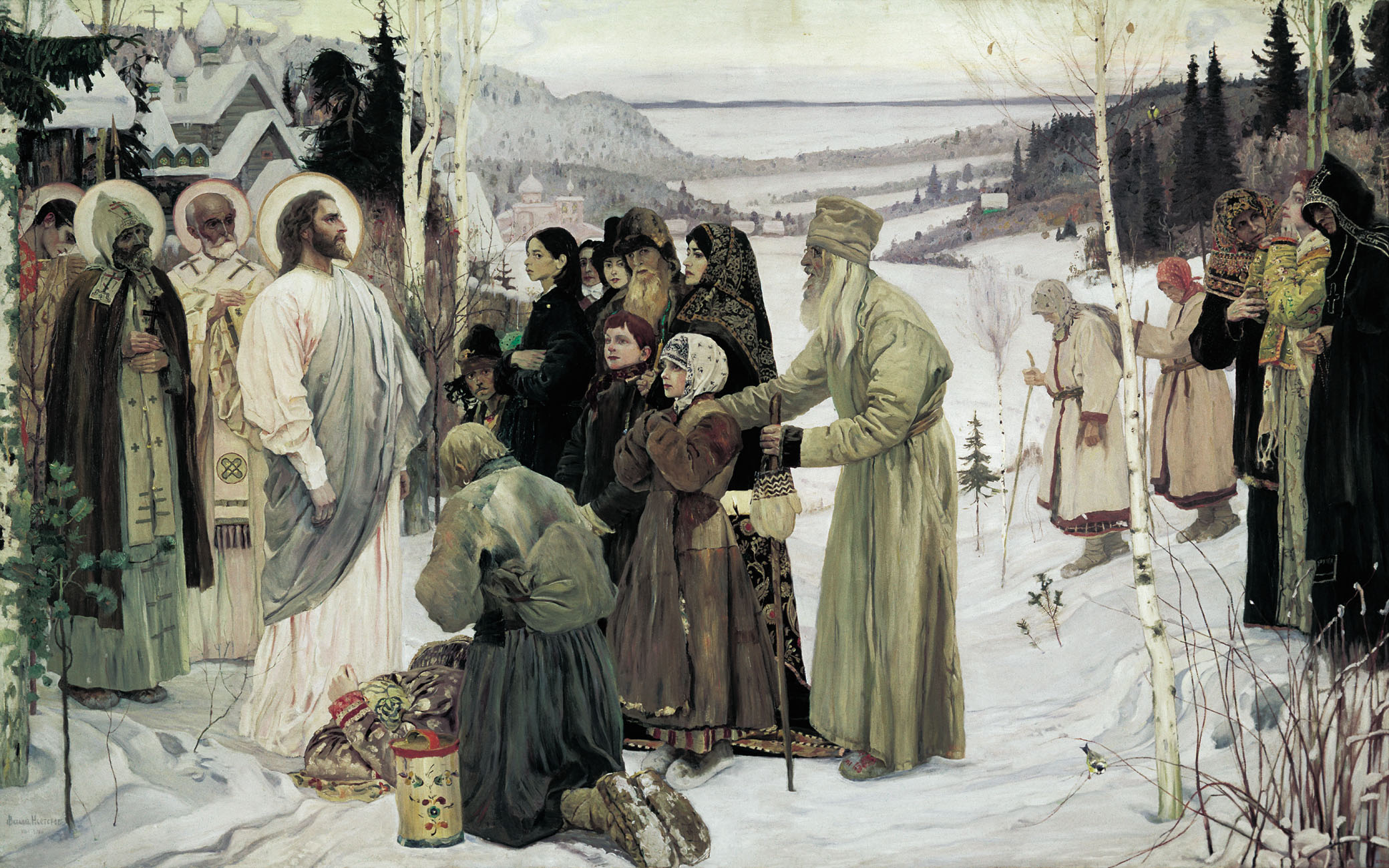
"Sainte Rus'" (1903-1906) par Mikhaïl Nesterov
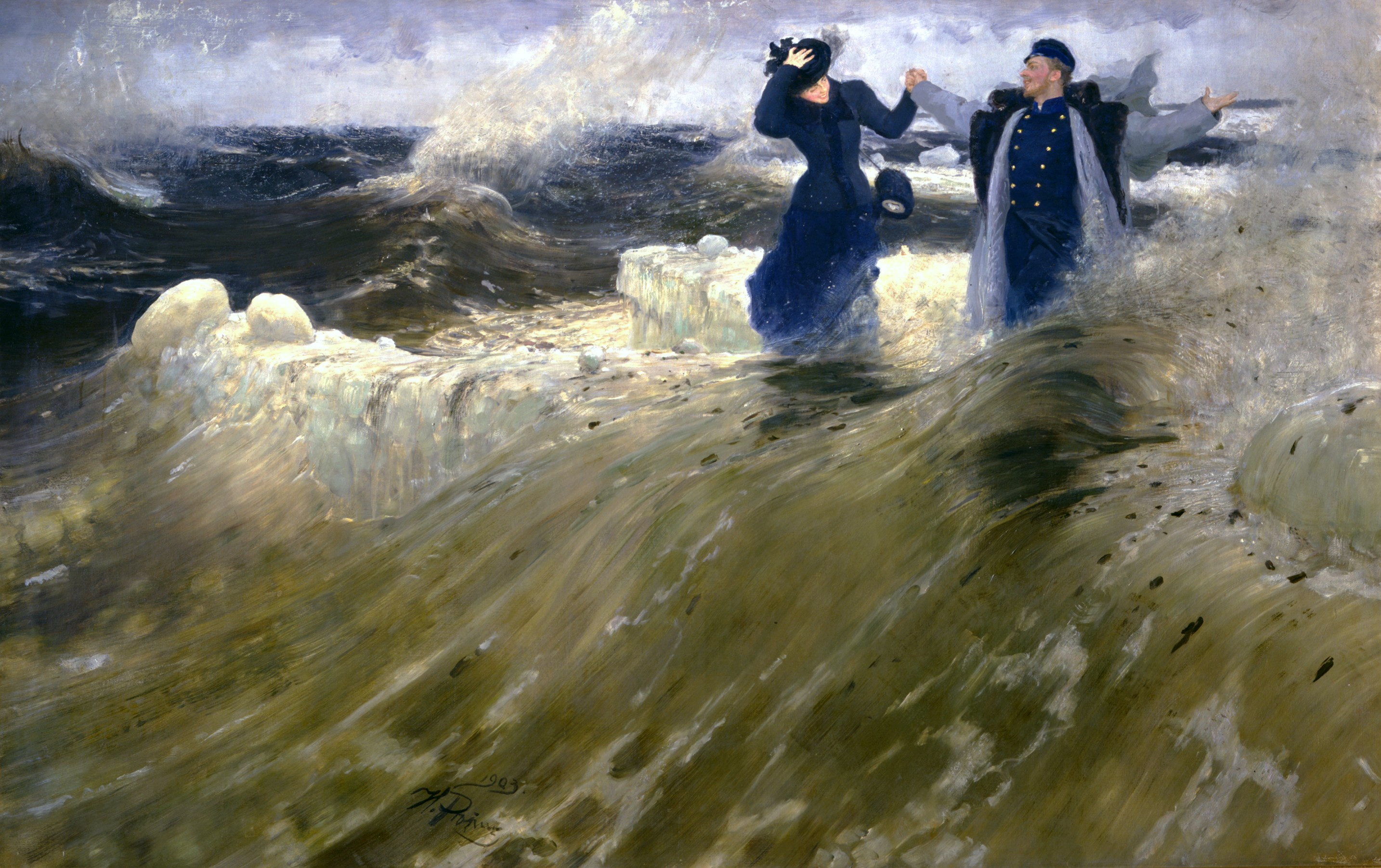
"Quelle liberté!" (1903) par Ilia Répine

mais aussi les artistes suivants : Evgraf Sorokin, Vasily Khudyakov, Fyodor Bronnikov, Lev Lagorio, Nikolay Nevrev, Alexey Savrasov, Alexey Korzukhin, Alexander Morozov, Leonid Solomatkin, Fiodor Vasiliev, Rostislav Felitsyn, Andrei Goronovich, Ivan Makarov, Alexey Chernyshev, Pavel Rizzoni, Nikolay Losev, Alexey Naumov, Adrian Volkov, Andrei Popov, Vasily Pukirev, Illarion Pryanishnikov, Firs Zhuravlev, Nikolay Dmitriev-Orenburgsky, Nikolay Koshelev, Arseny Shurygin, Pavel Chistyakov, et d'autres...

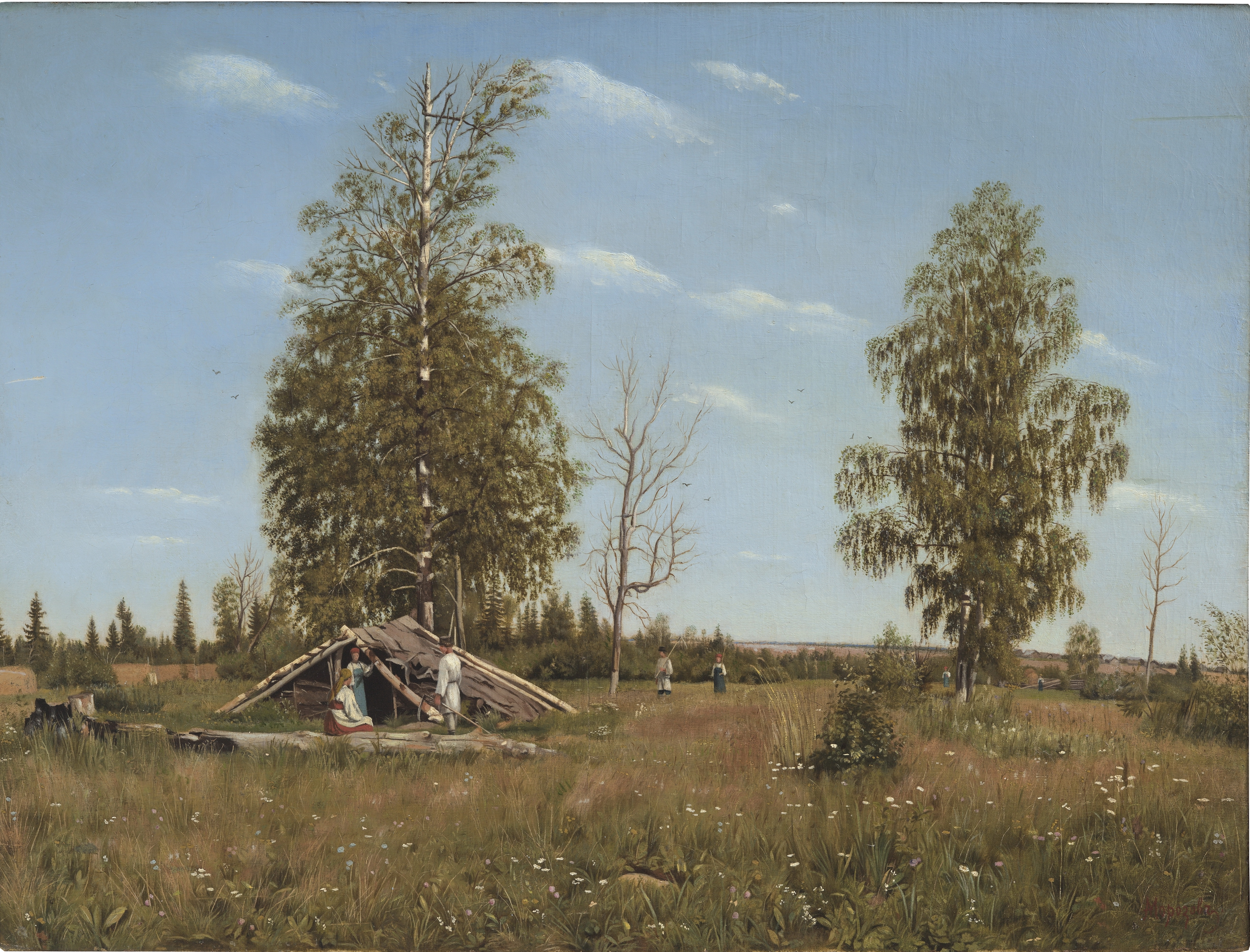
Le repos de la moisson (1860), par Alexandre Morozov
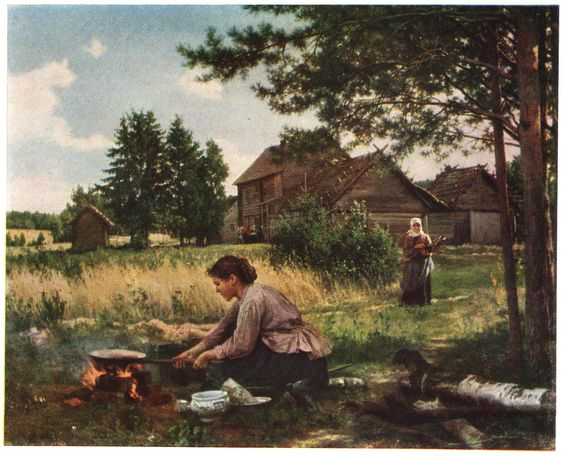
La cuisson en plein air (1900), par Alexandre Morozov
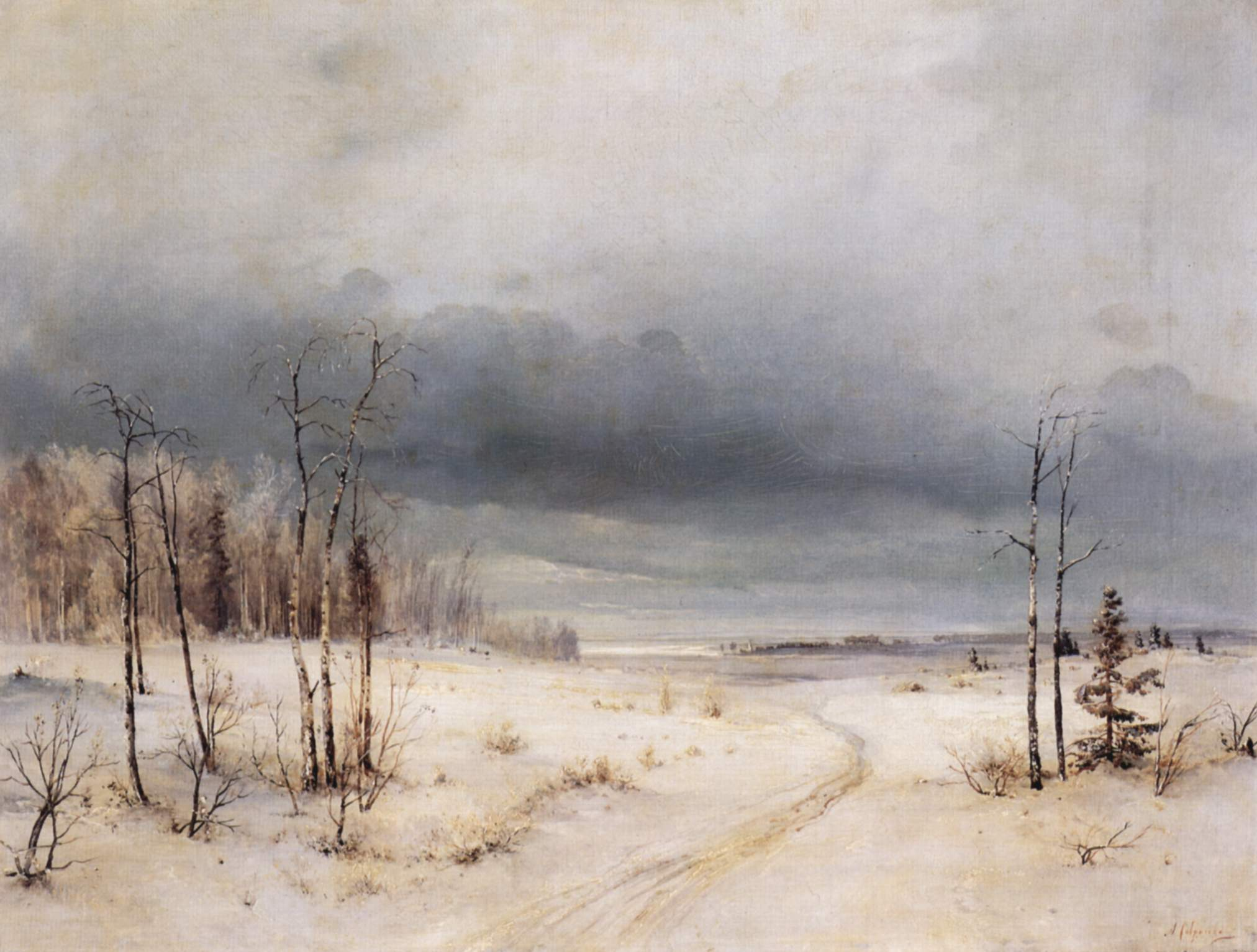
Hiver (1870), par Alekseï Savrasov
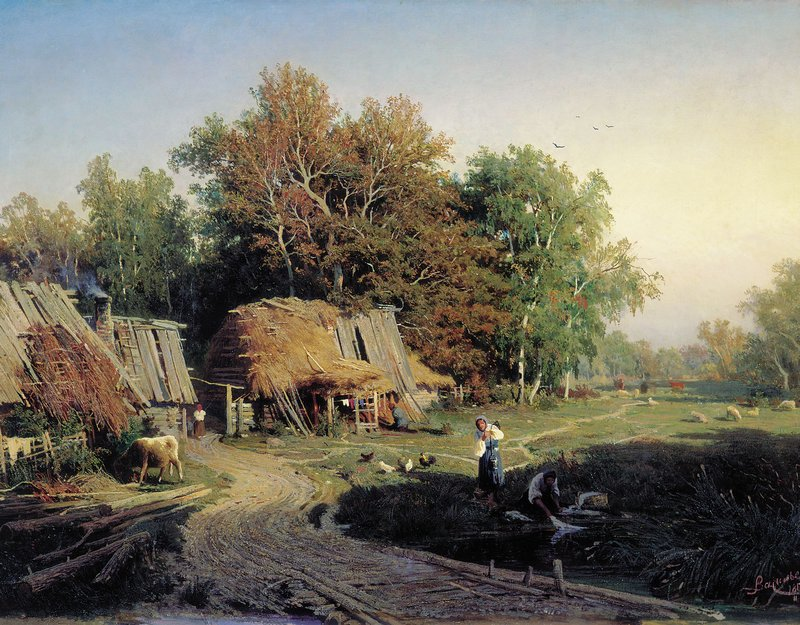
Village (1869), par Fyodor Vasilyev

#### Peinture de la fin duXIXesiècleau début duXXesiècle
Parmi les principaux, il faut citer Isaac Levitan, Mikhaïl Vroubel, Valentin Serov et d'autres, 
ainsi que des œuvres des maîtres du « Monde de l'Art » : Léon Bakst, Alexandre Benois, Konstantin Somov, Konstantin Korovine, Boris Koustodiev, Nikolaï Roerich, artistes de la « Rose bleue » et du « Valet de carreau ».

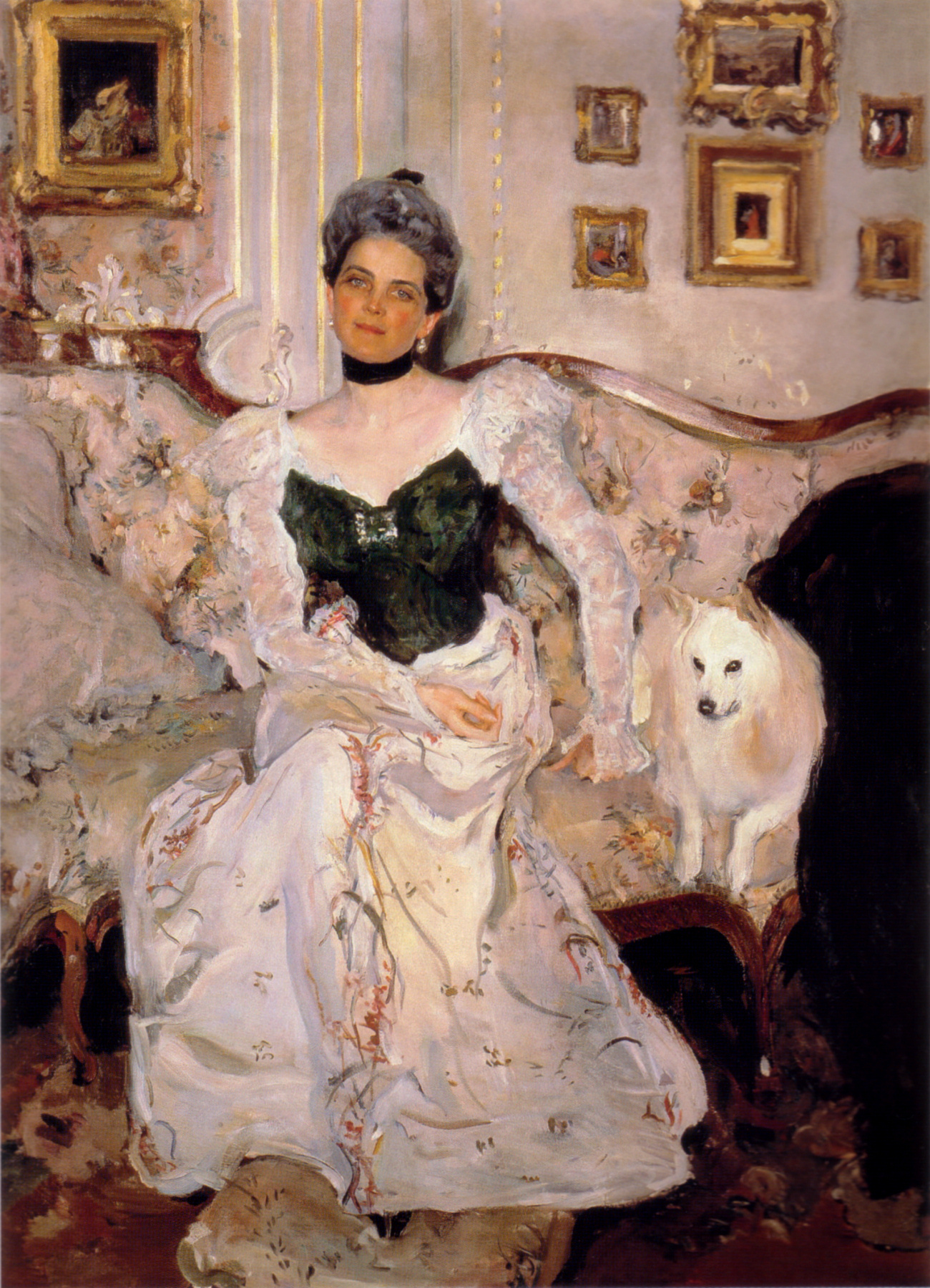
Zinaida Yusupova (1902), par V.Serov
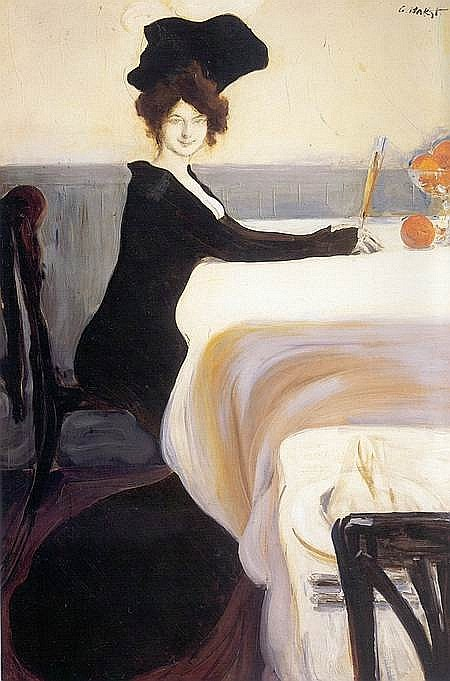
"Le souper" (1910), par L. Bakst
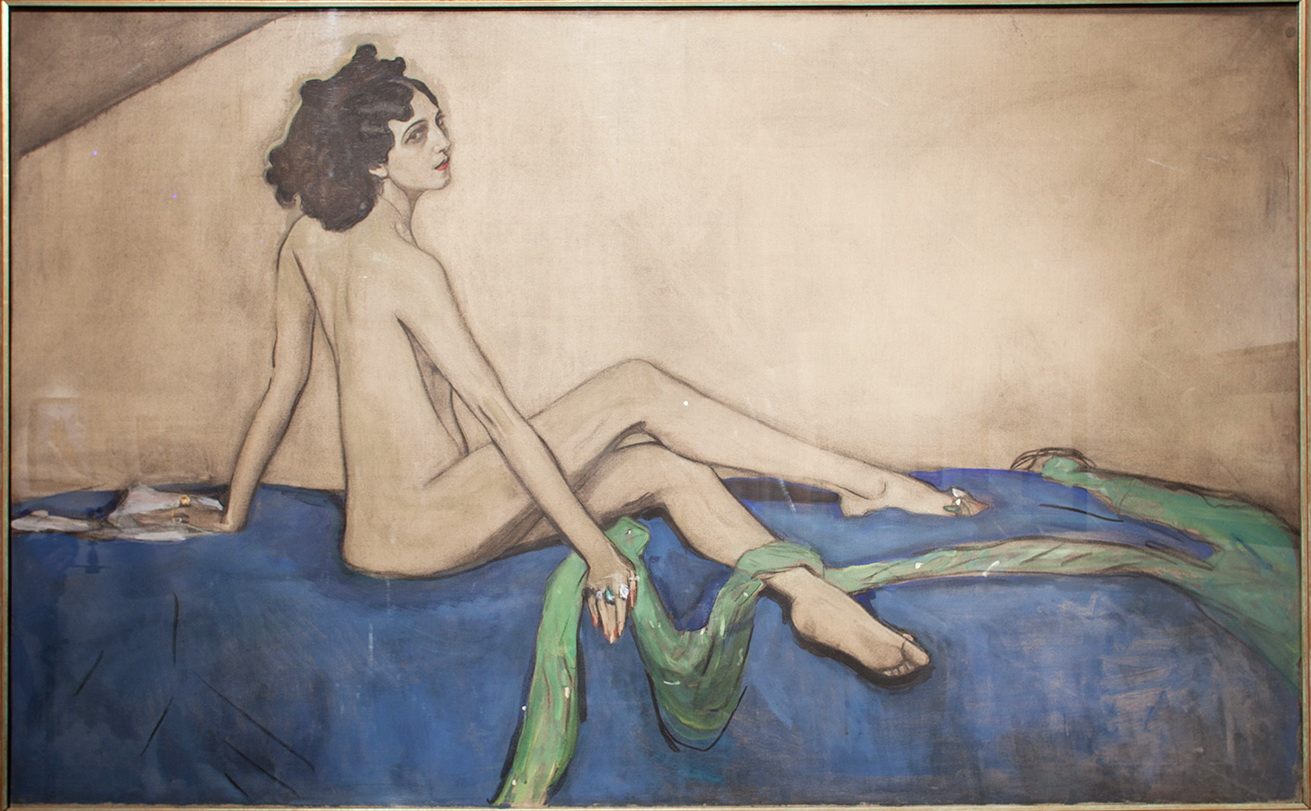
Portrait d'Ida Rubenstein (1910), par V. Serov
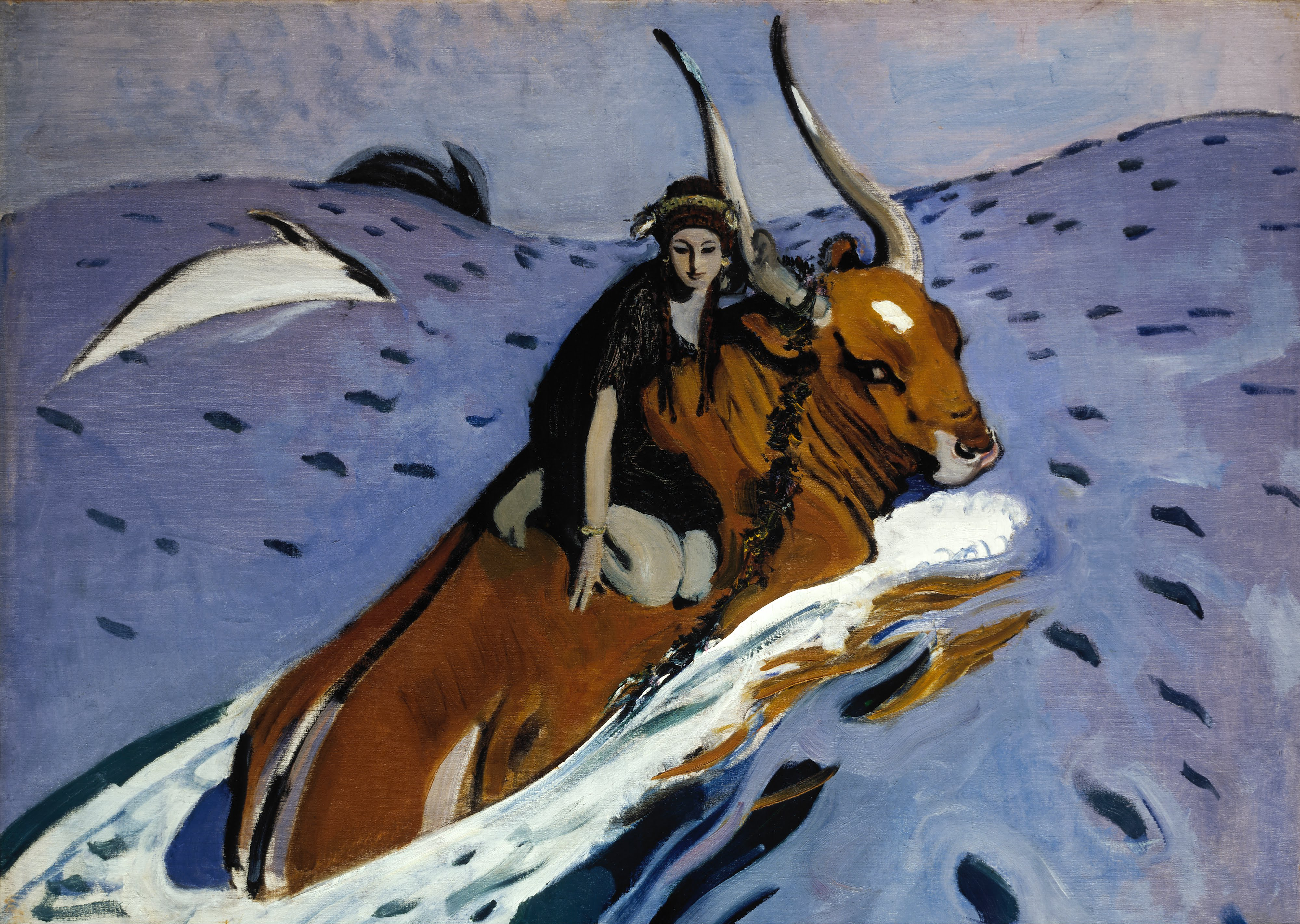
L'enlèvement d'Europe (1910), par V. Serov
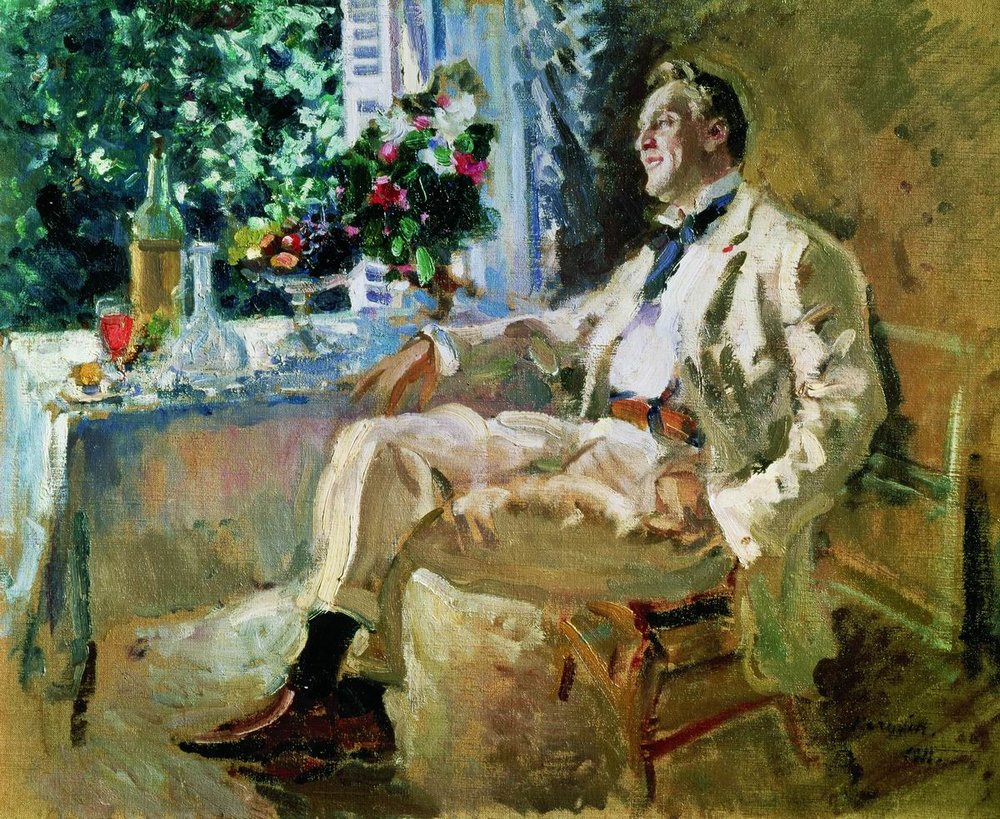
Portrait de Chaliapine (1911), par Korovine
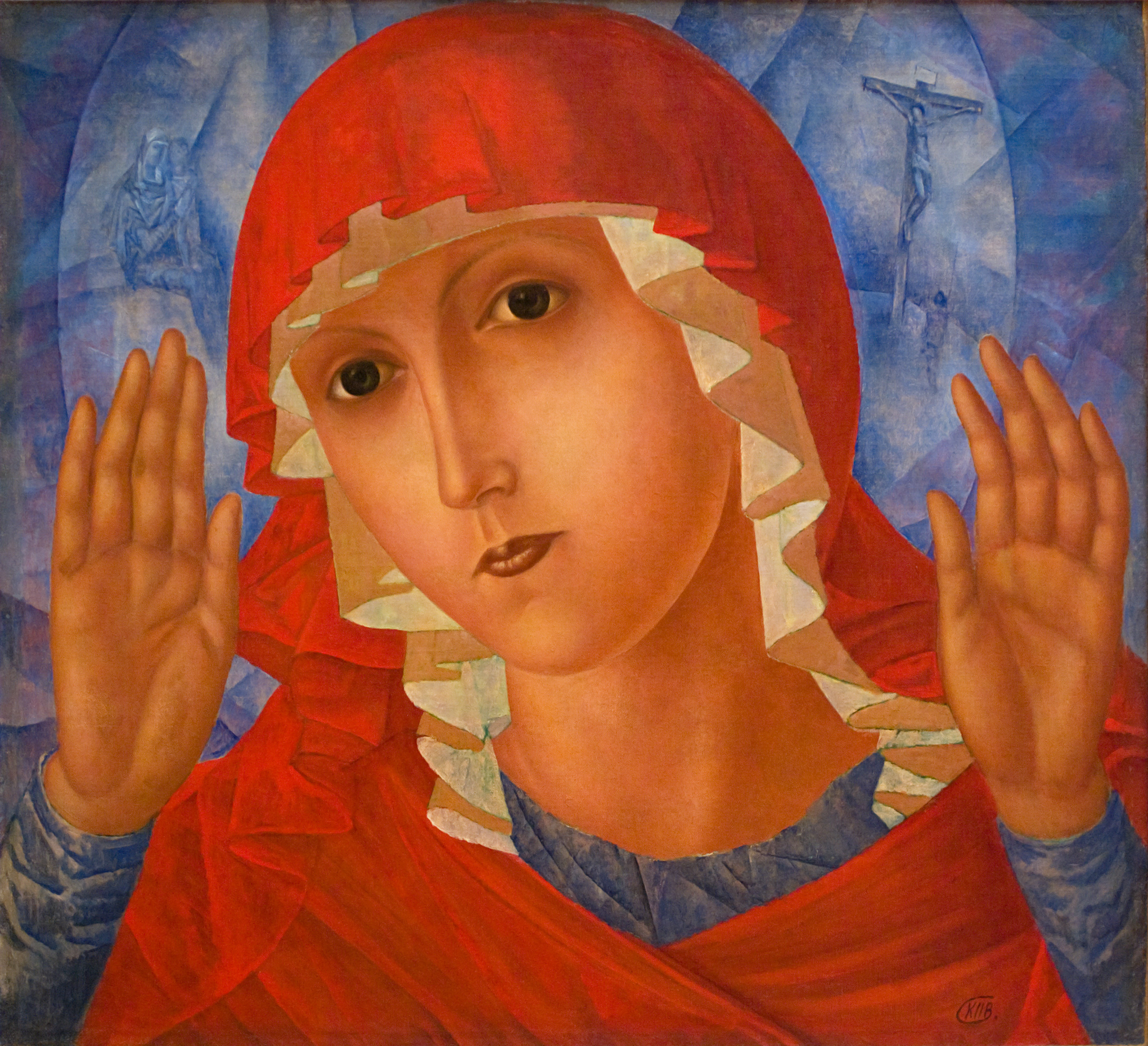
N.D. de la Tendresse des Cœurs Maléfiques(1914-1915), par Petrov-Vodkin
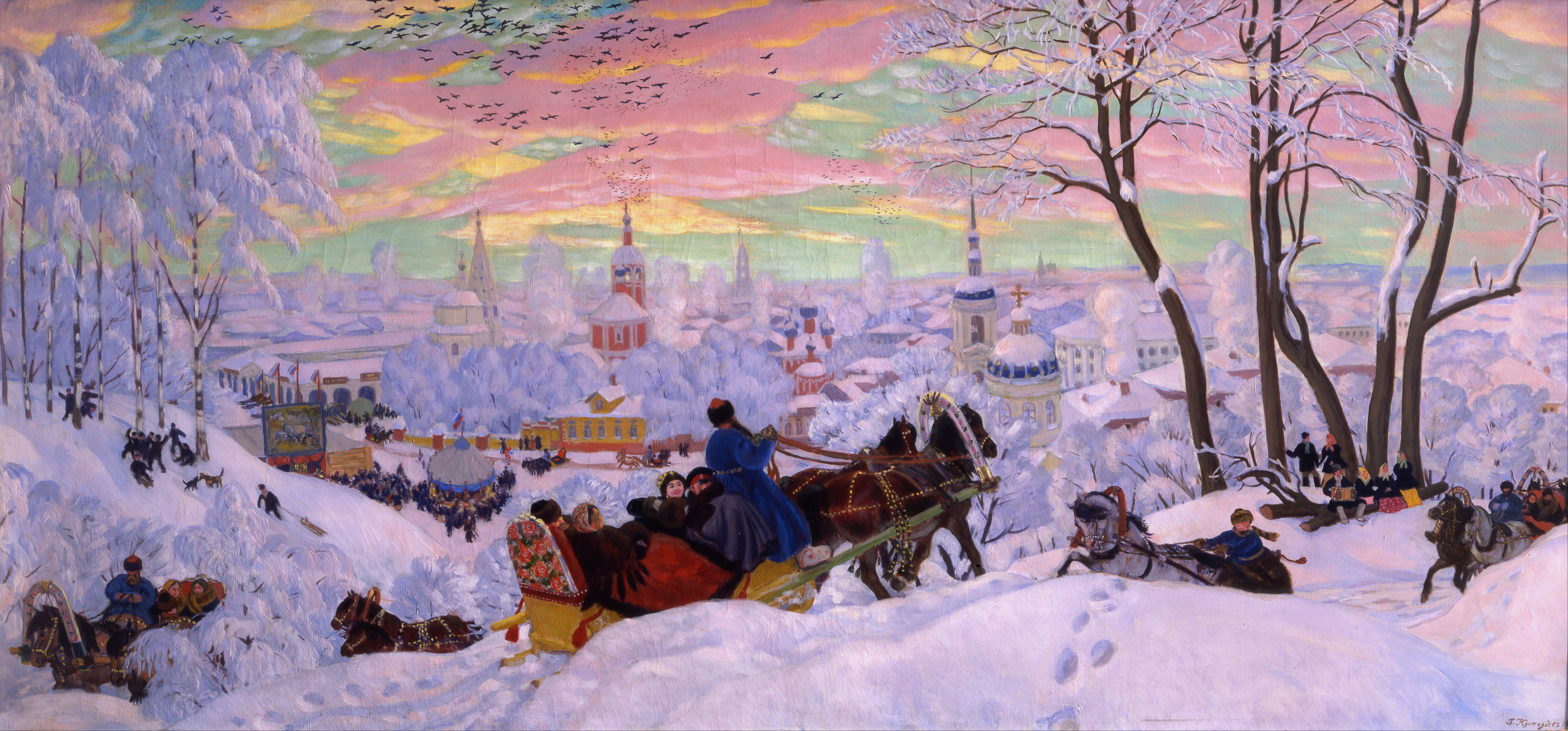
Maslenitsa (1916), par Kustodiev
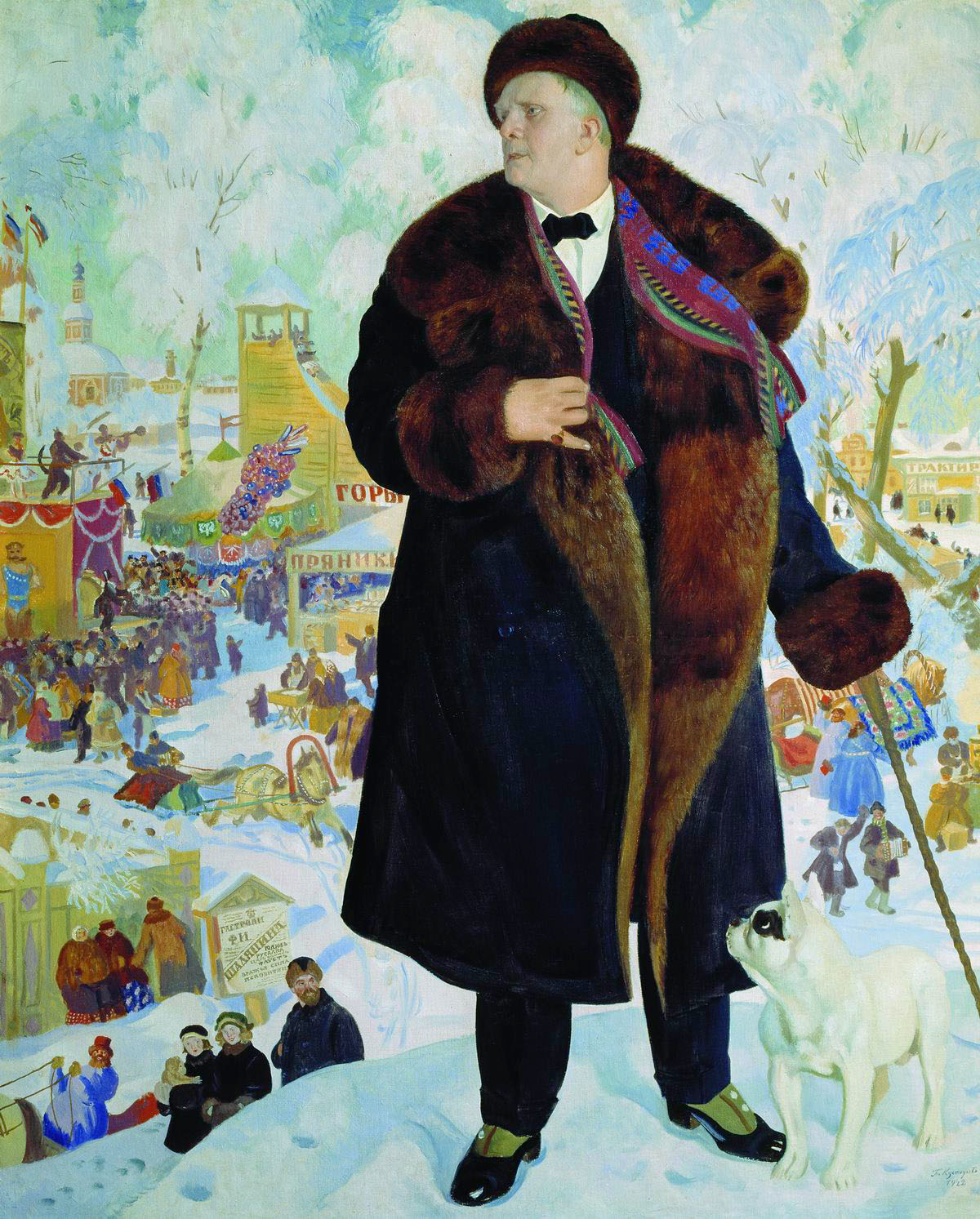
Portrait de Chaliapine (1921), par Kustodiev.

#### Peinture des années 1920 à la fin des années soviétiques
Le musée ouvre en 1926 une galerie d'art moderne et accueille alors les œuvres de Marc Chagall, Vassily Kandinsky, Piotr Kontchalovski, Kasimir Malevitch, etc.

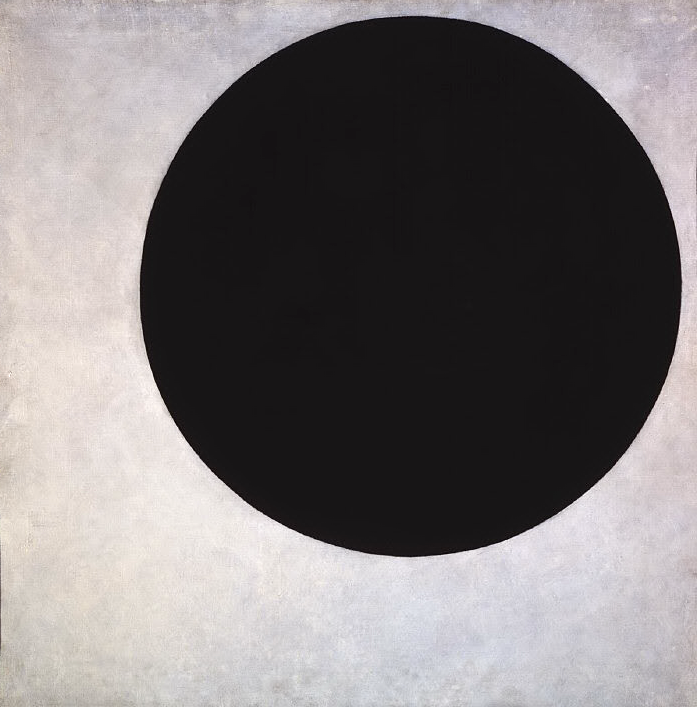
Cercle noir (1924), par Malevitch
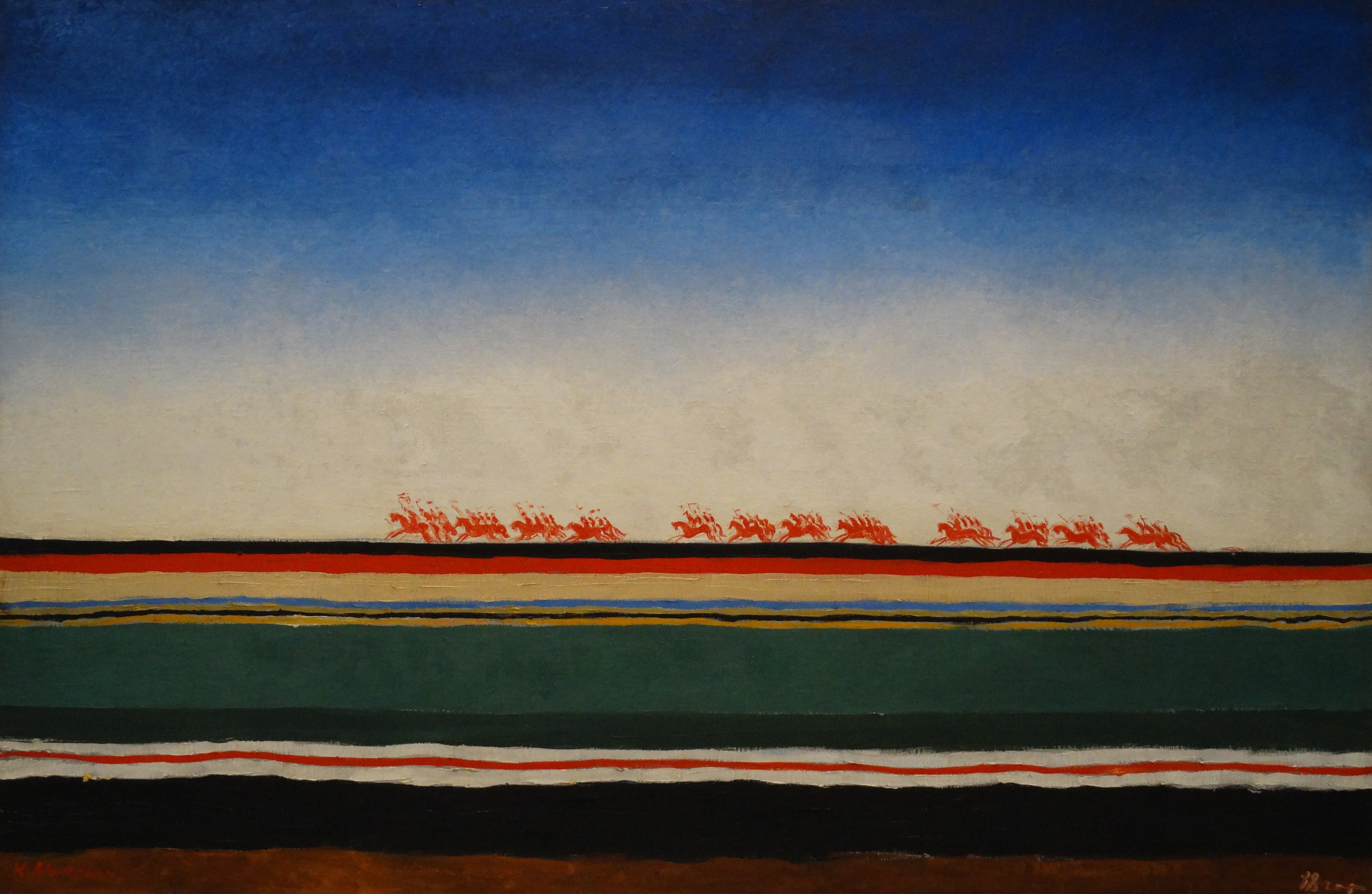
La Charge de la cavalerie rouge (1928 - 1932) par Kasimir Malevitch
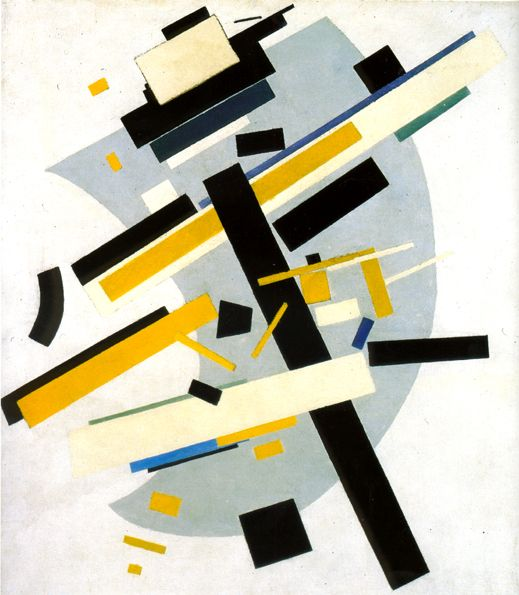
Suprématisme (Supremus #58. Jaune et noir) (1916), musée Russe Saint-Pétersbourg par Kasimir Malevitch.
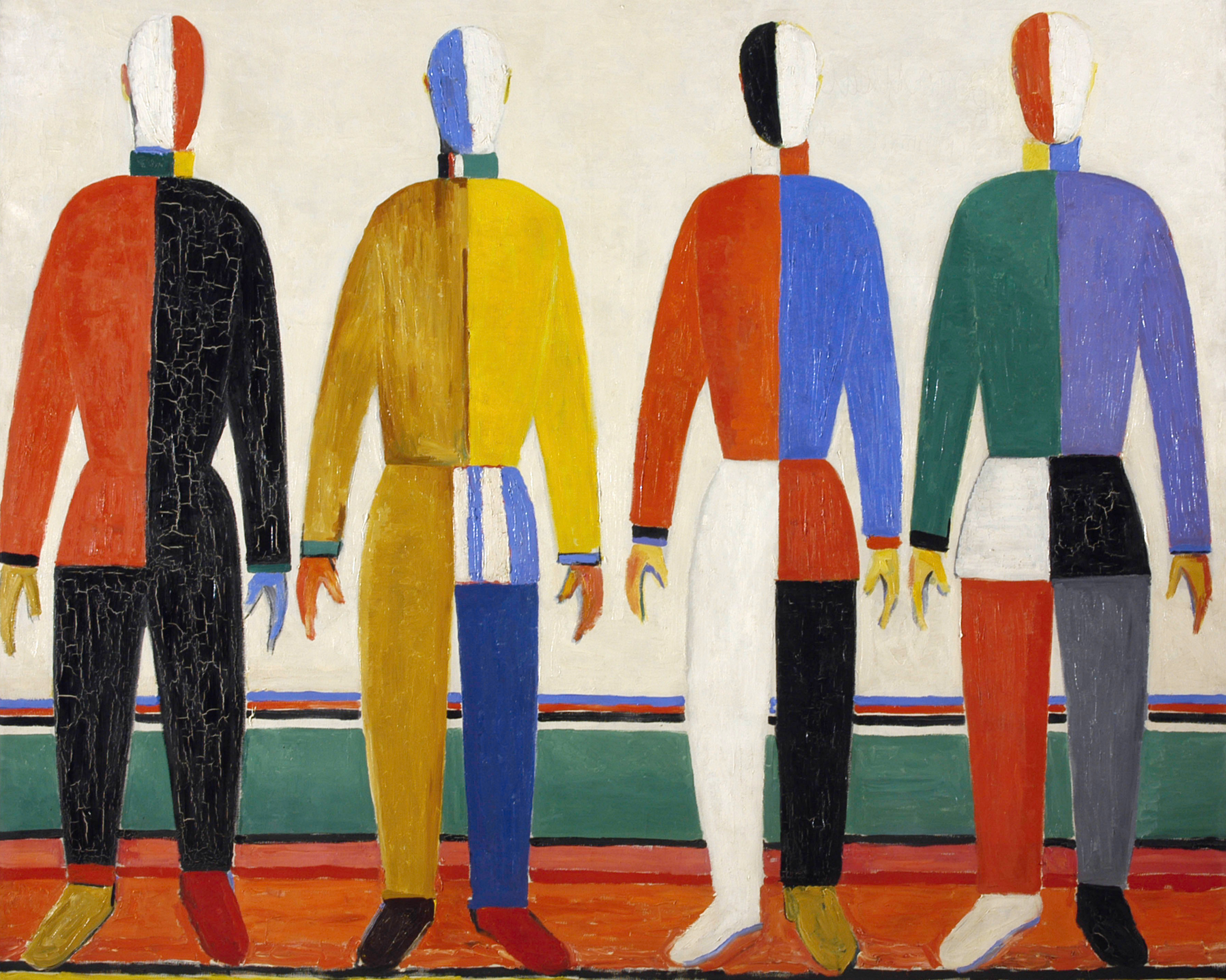
Les Sportifs (1928-1930), musée Russe, Saint-Pétersbourg par Kasimir Malevitch .

Après la Seconde Guerre mondiale, le musée a ouvert une exposition permanente d'art soviétique. Ces salles exposent des œuvres des années 1940 aux années 1970, par les plus grands artistes de l'époque tels que Alexandre Deïneka, Sergueï Guerassimov, Gely Korjev, le trio Koukryniksy, Vladimir Stojarov, etc.

Pour l'Art soviétique, il rassemble des œuvres de Kuzma Petrov-Vodkin, Vera Mukhina, Sergei Konenkov, Alexander Deineka ("Défense de Sébastopol"), Arkady Plastov, Alexei Eremin, Vyacheslav Zagonek, Engels Kozlov, Maya Kopyttseva, Boris Korneev, Boris Lavrenko, Evsey Moiseenko, Mikhail Natarevich, Samuil Nevelshtein, Boris Ryauzov, Gleb Savinov, Alexander Samokhvalov, Viktor Teterin, Nikolai Timkov, Leonid Tkachenko, Mikhail Trufanov, Yuri Tulin, Vitaly Tyulenev, Pavel Filonov, Boris Shamanov, Dmitry Tsaplin, Ivan Efimov, Alexei Sotnikov, Vasily Vatagin, Andrei Marts, Alexei Tsvetkov et d'autres.

### Gravures, dessins et aquarelles
Le Musée russe possède une des plus grosses collections au monde de dessins et aquarelles avec près de cent mille pièces, pour la plupart issues des grandes collections de l'aristocratie russe.
La collection de gravures est constituée à partir de 1916 et compte environ quatre-vingt mille gravures couvrant l'histoire de la gravure russe.

### Sculpture
La collection de sculptures, qui compte plus de quatre mille œuvres, est formée à l'origine par des œuvres provenant de l'Ermitage et de l'académie des beaux-arts de Saint-Pétersbourg. Les périodes représentées vont du XVIIIe au XXe siècle.

La collection est constituée d'œuvres de Carlo Rastrelli, Fedot Shubin, Mikhail Kozlovsky, Ivan Martos, Robert Bach (portrait sculptural de l'empereur Alexandre III réalisé d'après nature), Pavel Troubetskoï, Alexandre Matveïev (esquisse en plâtre pour la « Pierre tombale de V. E. Borisov-Musatov »),

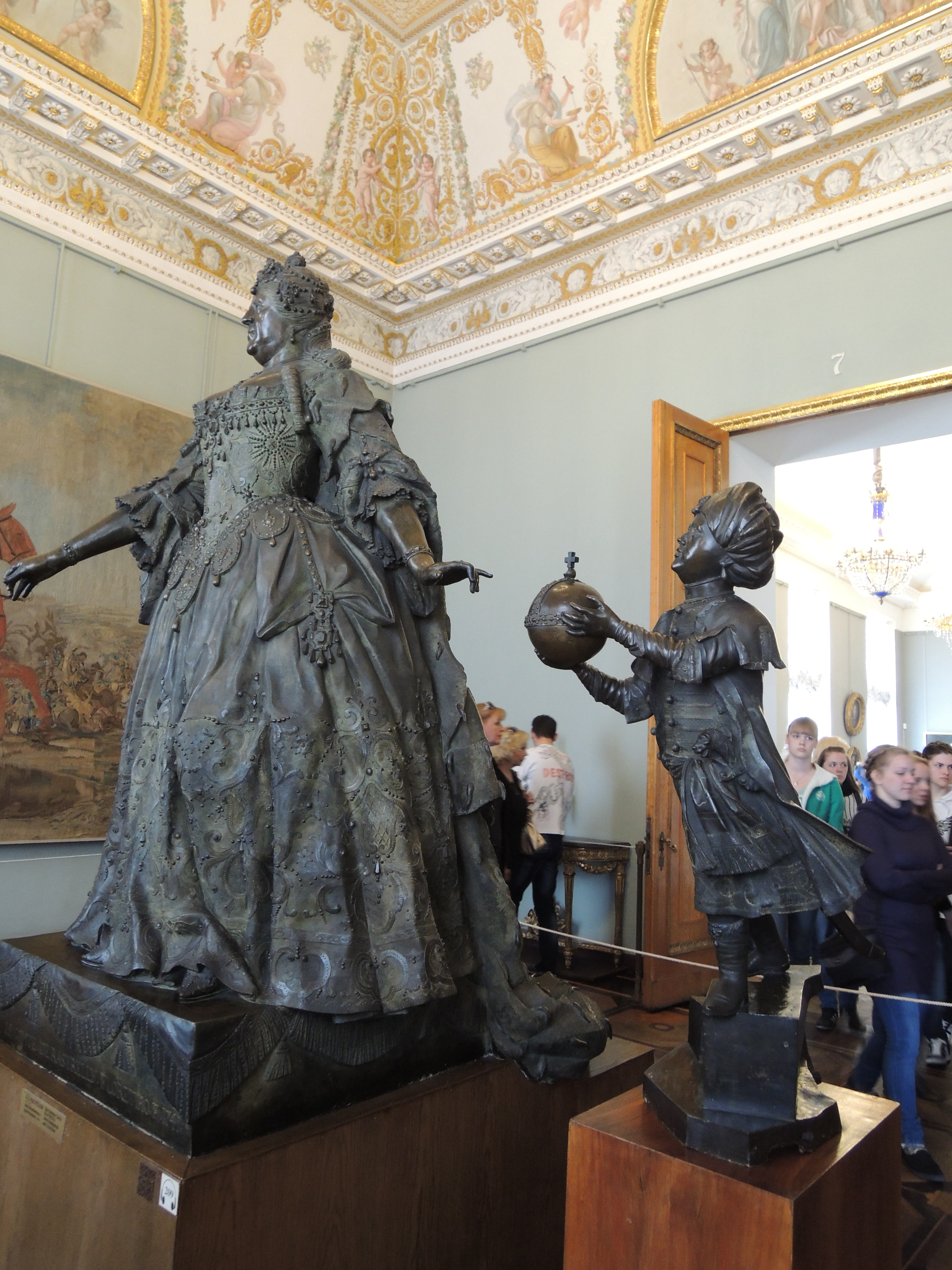
Anna Ioannovna avec un page noir, (1741) par C. Rastrelli
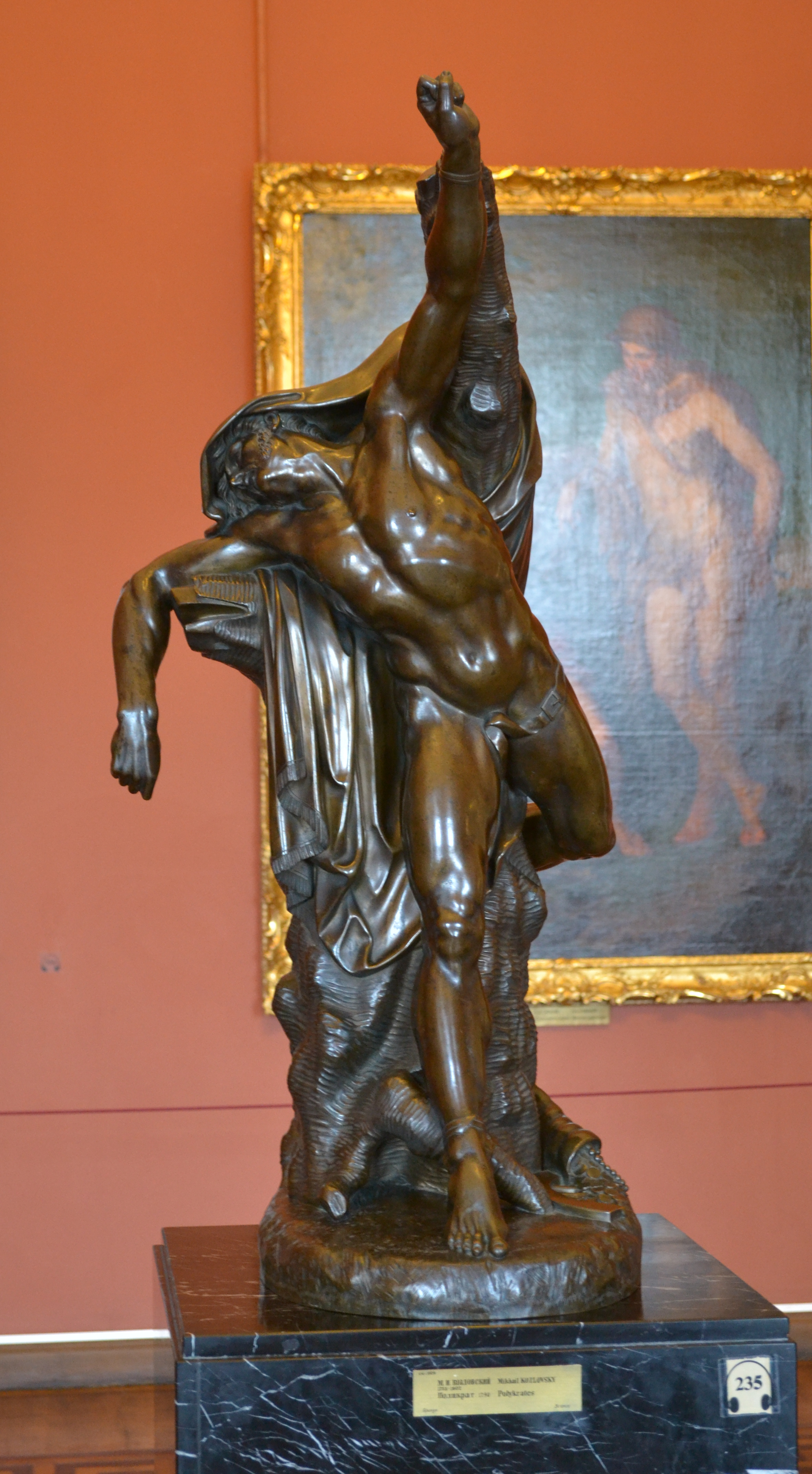
Polykrate (1790), par M. Kozlovsky
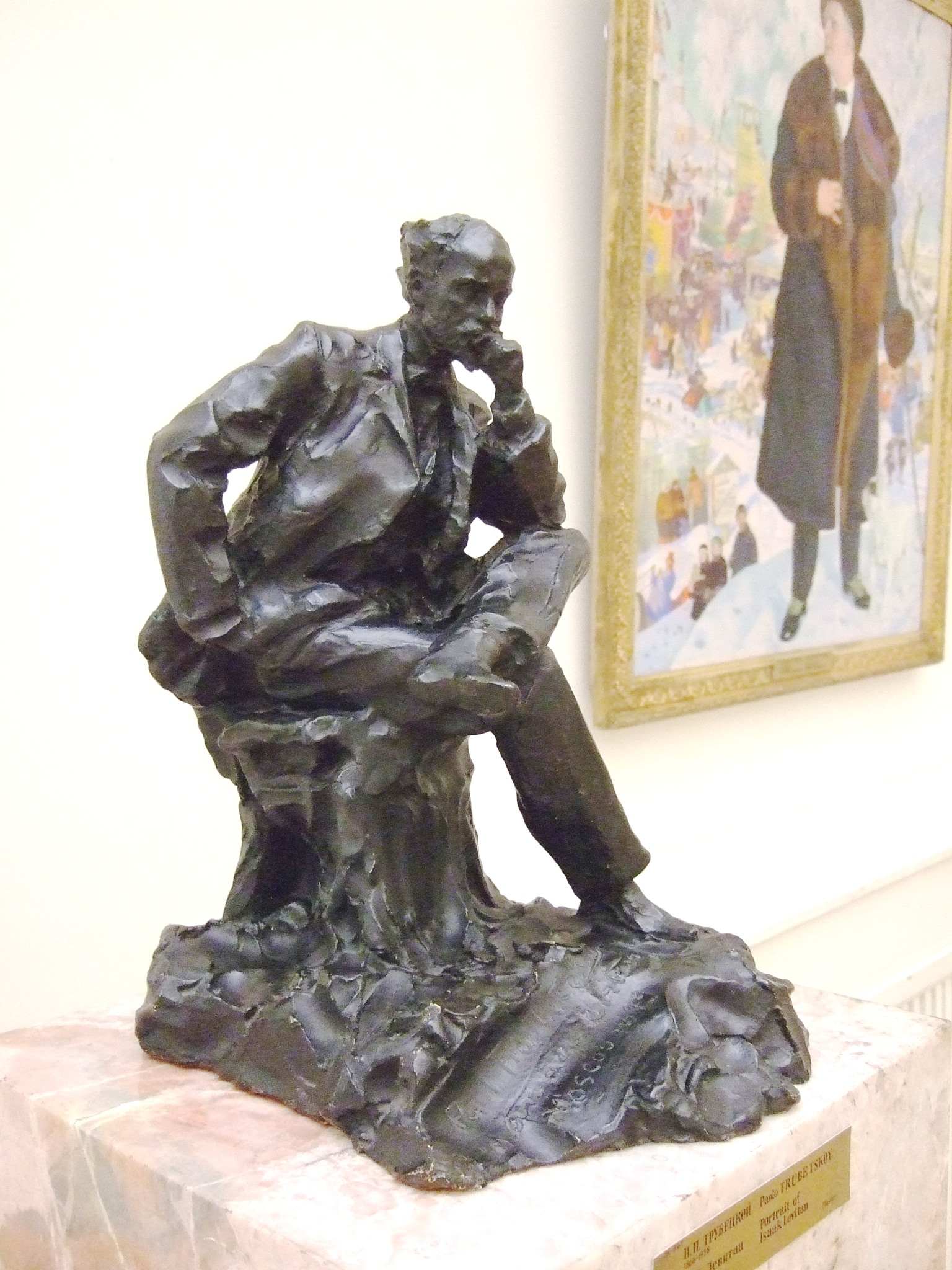
Levitan (1899), par Troubetzkoy
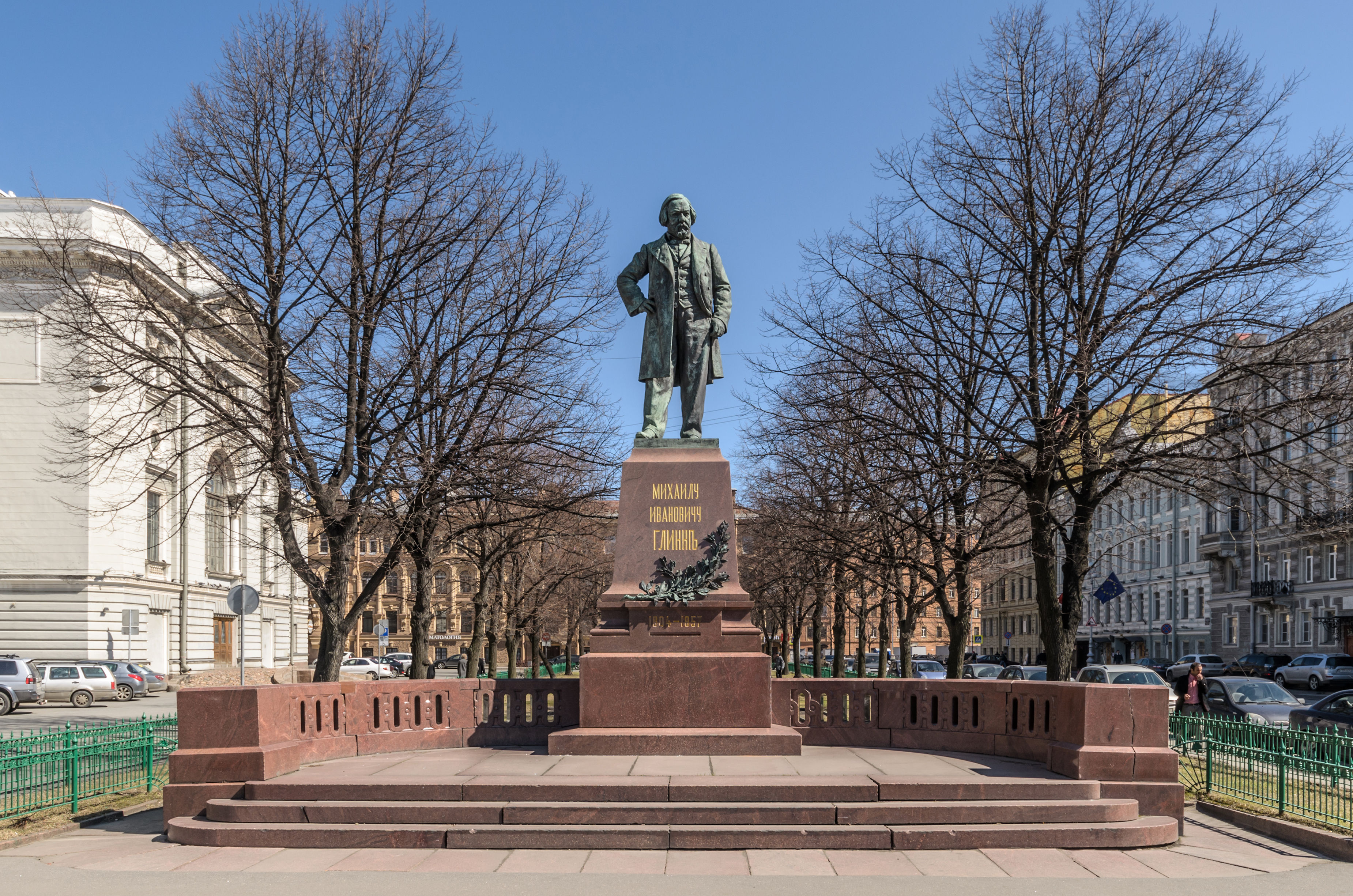
Statue de Glinka à Saint Petersbourg (1906), par Robert Bach

### Arts décoratifs et appliqués
La collection d'art décoratif a été construite sur la base des objets laissés dans le palais lorsqu'il a été transformé en musée à la fin du XIXe siècle. Des acquisitions ont eu lieu ensuite, durant les années 1920-1930. La collection est principalement formée de porcelaines, de verre, de mobilier, ainsi que de métaux précieux.

### Autres collections
Le Musée russe possède une riche collection d'art populaire principalement alimentée par des expéditions d'ethnographes à partir de 1937, qui ont rapporté de tout le pays des objets d'art paysan ou populaire.
La numismatique est également représentée par un fonds de soixante-dix mille pièces et billets.
Les arts décoratifs et appliqués concernent principalement la période du XVIIIe au XXe siècle.